# Lista odcinków serialu Hoży doktorzy
Lista odcinków serialu Hoży doktorzy (ang. Scrubs). Serial ma 182 odcinki w 9 sezonach.

## Spis odcinków
| Seria | Liczba odcinków | Premiera amerykańska i kanadyjska | Wydanie DVD |
| ----- | --------------- | --------------------------------- | ----------- |
| 1     | 1–24 (24)       | 02.11.2001 – 21.05.2002           | 17.05.2005  |
| 2     | 25–46 (22)      | 29.09.2002 – 17.04.2003           | 15.11.2005  |
| 3     | 47–68 (22)      | 02.10.2003 – 04.05.2004           | 09.05.2006  |
| 4     | 69–93 (25)      | 31.08.2004 – 10.05.2005           | 10.10.2006  |
| 5     | 94–117 (24)     | 03.01.2006 – 16.05.2006           | 22.05.2007  |
| 6     | 118–139 (22)    | 30.11.2006 – 17.05.2007           | 30.10.2007  |
| 7     | 140–150 (11)    | 25.10.2007 – 08.05.2008           | 11.11.2008  |
| 8     | 151–169 (19)    | 06.01.2009 – 06.05.2009           | 25.08.2009  |
| 9     | 170–182 (13)    | 01.12.2009 – 17.03.2010           | 08.03.2013  |

### Seria 1
| # | Oryginalny tytuł         | Polski tytuł                        | Kod produkcji | Reżyseria         | Scenariusz                     |
| --- | ------------------------ | ----------------------------------- | ------------- | ----------------- | ------------------------------ |
| |                          |                                     |               |                   |                                |
| 1 | My First Day             | Mój pierwszy dzień                  | 101           | Adam Bernstein    | Bill Lawrence                  |
| Na początku serii pokazani są główni bohaterowie w momencie, gdy zaczynają swoje życie w szpitalu Świętego Serca (ang. Sacred Heart). John Dorian - J.D. - już pierwszego dnia naraża się nieprzyjemnemu cieciowi, jego przyjaciel Turk natomiast zauważa wdzięk jednej z pielęgniarek, latynoski Carli. |                          |                                     |               |                   |                                |
| |                          |                                     |               |                   |                                |
| 2 | My Mentor                | Mój mentor                          | 102           | Adam Bernstein    | Bill Lawrence                  |
| J.D. próbuje poznać doktora Coxa, ale zostaje odtrącony. Turk prześladuje Carlę. Elliot naraża się pielęgniarkom będąc niemiłą dla Carli. |                          |                                     |               |                   |                                |
| |                          |                                     |               |                   |                                |
| 3 | My Best Friend's Mistake | Błąd mojego najlepszego przyjaciela | 103           | Adam Bernstein    | Eric Weinberg                  |
| Elliot zaczyna spierać się z doktorem Kelso nt. seksizmu, ale naiwnie słucha rady doktora Coxa. J.D. brakuje towarzystwa Turka, ponieważ oboje są bardzo zapracowani i martwi się, że Turk popełnił błąd przy swoim pacjencie. Elliot i J.D. zbliżają się do siebie, ale J.D. obawia się, że przez swój błąd na zawsze zostaną tylko w 'strefie przyjaciół'. |                          |                                     |               |                   |                                |
| |                          |                                     |               |                   |                                |
| 4 | My Old Lady              | Moja starsza dama                   | 104           | Marc Buckland     | Matt Tarses                    |
| Troje stażystów musi po raz pierwszy stawić czoła śmierci: pacjentka J.D. to zawzięta, lecz bardzo miła starsza pani, pacjent Turka to młody mężczyzna, który po prostu potrzebuje trochę towarzystwa, a pacjentką Elliot jest Hiszpanka, która nie zna angielskiego. Scenarzysta tego odcinka, Matt Tarses, dostał za niego nagrodę Humanitas Prize w kategorii 30 minut.                                                                                                |                          |                                     |               |                   |                                |
| |                          |                                     |               |                   |                                |
| 5 | My Two Dads              | Moi dwaj ojcowie                    | 105           | Craig Zisk        | Neil Goldman, Garrett Donovan  |
| J.D. musi zdecydować, czy podejściem do pacjenta zgadza się z doktorem Coksem czy z Kelso, który bierze pod uwagę tylko dobro szpitala. Cox doprowadza do nielegalnej operacji u pacjentki bez ubezpieczenia za co zostaje zawieszony. Turk udowadnia Carli swoją miłość nietypowym prezentem i w zamian za szczerość dostaje to, na co czekał. |                          |                                     |               |                   |                                |
| |                          |                                     |               |                   |                                |
| 6 | My Bad                   | Mój błąd                            | 106           | Marc Buckland     | Gabrielle Allan                |
| J.D. śpi z Jordan - nie wiedząc, że jest byłą żoną Coksa - która decyduje się pomóc swojemu byłemu mężowi i przekonuje zarząd szpitala aby nie został wyrzucony. Elliot chodzi do terapeuty bo nie radzi sobie ze swoim życiem. Carla wyrzuca sobie, że przez mieszkanie z Turkiem nie było jej, gdy jej matka złamała nogę pod prysznicem. |                          |                                     |               |                   |                                |
| |                          |                                     |               |                   |                                |
| 7 | My Super Ego             | Moje super ego                      | 107           | Peter Lauer       | Mike Schwartz                  |
| Do szpitala przychodzi nowy, "boski" stażysta Max i przejmuje rolę pupila, jaką jeszcze ostatnio odgrywał J.D. Turk pierwszy raz tchórzy przed operacją. |                          |                                     |               |                   |                                |
| |                          |                                     |               |                   |                                |
| 8 | My Fifteen Minutes       | Moje piętnaście minut               | 108           | Lawrence Trilling | Eric Weinberg                  |
| J.D. i Turk ratują przypadkowego przechodnia na oczach kamer. Bez zgody Turka ich twarze stają się reklamą dla szpitala. Dr Cox każe J.D. samemu napisać swoją ocenę, aby zastanowił się nad tym, kim jest. Elliot próbuje spędzić wieczór z Carlą i jej przyjaciółką Patricią, jednak w nieprzyjemny sposób dowiaduje się, że one wcale nie życzą sobie jej towarzystwa.                                                                                                 |                          |                                     |               |                   |                                |
| |                          |                                     |               |                   |                                |
| 9 | My Day Off               | Mój wolny dzień                     | 109           | Elodie Keene      | Janae Bakken                   |
| Po nocy w barze J.D. trafia do szpitala z zapaleniem wyrostka. Z perspektywy pacjenta wszystko wydaje mu się inne - okazuje się, że Elliot w przeciwieństwie do Carli jest wyjątkowo zimna dla swoich pacjentów, a Turk mimo swego zdziecinnienia podchodzi do swojej pracy z dużą powagą i profesjonalizmem. |                          |                                     |               |                   |                                |
| |                          |                                     |               |                   |                                |
| 10 | My Nickname              | Moje przezwisko                     | 110           | Matthew Diamond   | Bill Lawrence                  |
| Carla nie może znieść tego, że czuje się gorsza od lekarza, konkretnie od J.D., co prowadzi do kłótni między nimi. J.D. przestaje wywyższać się nad pielęgniarką i godzi się ze swoim przezwiskiem "Bambi". |                          |                                     |               |                   |                                |
| |                          |                                     |               |                   |                                |
| 11 | My Own Personal Jesus    | Mój osobisty Jezus                  | 111           | Jeff Melman       | Debra Fordham                  |
| Boże Narodzenie. Turk chwilowo traci wiarę, jednak wraca do normy po niezwykłym porodzie nastolatki pod choinką w parku Marleya. J.D. psuje nagranie porodu przyjaciół dr Coxa i Jordan. |                          |                                     |               |                   |                                |
| |                          |                                     |               |                   |                                |
| 12 | My Blind Date            | Moja randka w ciemno                | 112           | Marc Buckland     | Mark Stegemann                 |
| Podczas wyjątkowo ostrego dyżuru młodzi lekarze próbują swoich umiejętności i widzą szansę na zdobycie szacunku dr Coxa. Elliot w końcu odważa się sprzeciwić przełożonemu. Turk i Carla przechodzą chwilowy kryzys. Dzięki niemu dowiadują się, że naprawdę coś do siebie czują. J.D. ryzykuje i postanawia umówić się z pacjentką, której twarzy nie widział. |                          |                                     |               |                   |                                |
| |                          |                                     |               |                   |                                |
| 13 | My Balancing Act         | Mój rozważający czyn                | 113           | Michael Spiller   | Matt Tarses                    |
| J.D. próbuje zaimponować dr Coxowi zostając dłużej w pracy, przez co prawie rujnuje swój związek z nową dziewczyną. Przez małe osobiste problemy Turk i Carla postanawiają więcej ze sobą nie rozmawiać. Po obchodzie przeprowadzonym przez dr Coxa studenci chwilowo przestają się bać Boba Kelso. |                          |                                     |               |                   |                                |
| |                          |                                     |               |                   |                                |
| 14 | My Drug Buddy            | Mój narkotykowy kumpel              | 114           | Michael Spiller   | Neil Goldman, Garrett Donovan  |
| Elliot jest zazdrosna o nową dziewczynę J.D., Alex. Lecz szybko traci powód do obaw, bo zanim zdążą skonsumować swój związek, okazuje się, że to ona jest narkomanką, która kradła leki ze szpitala. Turk na prośbę Carli próbuje zakumplować się z dr Coxem, jednak nie zostaje ciepło przyjęty. Sama Carla zaś naraża się pielęgniarkom trzymając się z Bobem Kelso. |                          |                                     |               |                   |                                |
| |                          |                                     |               |                   |                                |
| 15 | My Bed Banter & Beyond   | Mój kiepski żart i następstwa       | 115           | Lawrence Trilling | Gabrielle Allan                |
| Po rozstaniu z Alex J.D. przespał się z Elliot. Jednak już po krótkim czasie widzą, że ich związek z pewnością nie będzie tak doskonały, jak Turka i Carli. Bohaterowie opowiadają o swoim życiu osobistym i o powodach, dla których zostali lekarzami. |                          |                                     |               |                   |                                |
| |                          |                                     |               |                   |                                |
| 16 | My Heavy Meddle          | Moje mieszanie się                  | 116           | Will Mackenzie    | Mike Schwartz                  |
| Po burzliwym zakończeniu związku pomiędzy Elliot i J.D. wciąż panuje nieprzyjemna atmosfera. Elliot pomaga Turkowi w wykonaniu projektu medycznego, dopóki nie zdaje sobie sprawy, że robi wszystko za niego. Okazuje się jednak, że Turk chciał w ten sposób pogodzić przyjaciół. Carla i Ted wbrew Bobowi Kelso próbują znaleźć rodzinę pacjenta w śpiączce. Dr Cox odgrywa swoje coroczne "przedstawienie" nt. beznadziei swojego życia, w które próbuje wciągnąć J.D. |                          |                                     |               |                   |                                |
| |                          |                                     |               |                   |                                |
| 17 | My Student               | Mój student                         | 117           | Matthew Diamond   | Mark Stegemann                 |
| J.D, Turk i Elliot wchodzą w nowy etap swojej pracy - zostają im przydzieleni praktykanci. Praktykant J.D. to przypominający jego samego za młodu fajtłapa Josh, Elliot dostaje się nadęty syn nadrzędnego dyrektora szpitala, natomiast Turkowi trafia się piękna dziewczyna Christine, w której zadurza się dr Cox. |                          |                                     |               |                   |                                |
| |                          |                                     |               |                   |                                |
| 18 | My Tuscaloosa Heart      | Moje serce z Taskaluzy              | 118           | Lawrence Trilling | Janae Bakken                   |
| Elliot odkrywa, że dr Kelso grał kiedyś w zespole. Kiedy już dr Cox postanawia zaangażować się w związek z Christine pojawia się Jordan i nie udaje mu się. |                          |                                     |               |                   |                                |
| |                          |                                     |               |                   |                                |
| 19 | My Old Man               | Mój stary                           | 119           | Adam Bernstein    | Matt Tarses                    |
| Do szpitala przyjeżdżają rodzice bohaterów - i jak to rodzice - chwilowo przewracają im świat do góry nogami. Carla przekonuje się, że jest bardzo podobna do mamy Turka, Elliot martwi się, że została lekarzem tylko aby zaimponować wysoko postawionemu ojcu, natomiast J.D. za sprawą Coxa zaczyna inaczej patrzeć na swojego samotnego tatę. |                          |                                     |               |                   |                                |
| |                          |                                     |               |                   |                                |
| 20 | My Way or the Highway    | Moja droga albo autostrada          | 120           | Adam Bernstein    | Eric Weinberg                  |
| Odwieczna rywalizacja między internistami i chirurgami dotyka nawet J.D. i Turka. Jednak J.D. patrzy na sytuację przez pryzmat ich przyjaźni, natomiast Turk stara się nie podchodzić do tego personalnie. Elliot poznaje przystojnego pacjenta Seana i postanawia nie przepuścić szansy. Cox przez swoje zachowanie sprawia, że Kelso wyrzuca jedną z pielęgniarek i Perry aby odwrócić bieg wydarzeń musi go publicznie przeprosić.                                     |                          |                                     |               |                   |                                |
| |                          |                                     |               |                   |                                |
| 21 | My Sacrificial Clam      | Mój ofiarny mięczak                 | 121           | Marc Buckland     | Debra Fordham                  |
| J.D. przeżywa mały dramat, gdy okazuje się, że mógł zarazić się wirusowym zapaleniem wątroby typu B przez krew jednego z pacjentów. Turk próbuje popracować nad swoją sylwetką wzorując się na Coxie, jednak przestaje gdy okazuje się, że Carla czuje się zaniedbywana. Cox czuje, że musi kogoś poznać. |                          |                                     |               |                   |                                |
| |                          |                                     |               |                   |                                |
| 22 | My Occurrence            | Moje zdarzenie                      | 122           | Lawrence Trilling | Bill Lawrence                  |
| Do szpitala przyjeżdża brat Jordan, Ben Sullivan. J.D. nie chce uświadomić sobie, że ten sympatyczny przyjaciel Coxa ma zaawansowaną postać białaczki. |                          |                                     |               |                   |                                |
| |                          |                                     |               |                   |                                |
| 23 | My Hero                  | Mój bohater                         | 123           | Michael Spiller   | Neil Goldman, Garrett Donovan  |
| Cox przez swój strach przed śmiercią próbuje odsunąć się od Bena. J.D nie ma pojęcia skąd cieć wie tyle o nim, okazuje się, że włamuje się do jego szafki i czyta pamiętnik. |                          |                                     |               |                   |                                |
| |                          |                                     |               |                   |                                |
| 24 | My Last Day              | Mój ostatni dzień                   | 124           | Michael Spiller   | Gabrielle Allan, Mike Schwartz |
| Ostatni dzień bycia stażystami dla naszych bohaterów - pierwszego lipca będą już rezydentami. W tym dniu udaje im się wspólnymi siłami doprowadzić do operacji u starszego pacjenta bez ubezpieczenia i kiedy wszystko wydaje się wrócić do porządku, Jordan w akcie złości na swojego byłego męża wypowiada rzeczy, które każdy z nich chciał ukryć przed innymi. |                          |                                     |               |                   |                                |

### Seria 2
| # | Oryginalny tytuł            | Polski tytuł               | Kod produkcji | Reżyseria         | Scenariusz                     |
| --- | --------------------------- | -------------------------- | ------------- | ----------------- | ------------------------------ |
| |                             |                            |               |                   |                                |
| 25 | My Overkill                 | Moja przesada              | 201           | Adam Bernstein    | Bill Lawrence                  |
| W szpitalu panuje napięta atmosfera. Po wczorajszym koszmarnym dniu Cox jest wściekły na J.D., że przespał się z jego byłą żoną, Carla na Turka, że zataił przed nią to, co czuje do niej dr Cox - a Elliot do J.D. - Kelso natomiast unika Coxa, któremu obiecał zajętą już posadę. W końcu jednak po trudnych rozmowach wszystko wraca do normy. |                             |                            |               |                   |                                |
| |                             |                            |               |                   |                                |
| 26 | My Nightingale              | Mój ptasi śpiew            | 202           | Craig Zisk        | Eric Weinberg                  |
| Nasi bohaterowie jako młodzi rezydenci muszą zmierzyć się z nawałem nowych obowiązków. Jordan i Perry mówią sobie, co do siebie czują. |                             |                            |               |                   |                                |
| |                             |                            |               |                   |                                |
| 27 | My Case Study               | Mój przypadek badania      | 203           | Michael Spiller   | Gabrielle Allan                |
| Pracownicy próbują wykorzystać doskonały nastrój Kelso aby prosić go o co tylko zechcą - Turk jako jeden z niewielu traci okazję, ale też jako jedyny zyskuje to co jego wydział potrzebował. J.D. próbuje znaleźć jakiegoś ciekawego pacjenta aby napisać o nim artykuł. Elliot próbuje zaprzyjaźnić się bliżej z Carlą. |                             |                            |               |                   |                                |
| |                             |                            |               |                   |                                |
| 28 | My Big Mouth                | Moje duże usta             | 204           | Paul Quinn        | Mark Stegemann                 |
| Elliot przekonuje się, że mówienie rodzinie pacjenta o jego śmierci nie jest tak przyjemne, jak przedtem myślała. Okazuje się też, że robiła to tylko po to, by zaimponować Coxowi. Turk zostaje wybrany przez Kelso na najlepszego chirurga i może jechać na weekend do Meksyku, jednak rezygnuje gdy dowiaduje się, że jego konkurentka nie została wybrana tylko dlatego, że jest kobietą. Gdy Carla pierwszy raz otwiera się przed J.D., ten traci jej zaufanie mówiąc niektóre szczegóły Turkowi. J.D. naraża się cieciowi dając mu do zrozumienia, że jest głupi. |                             |                            |               |                   |                                |
| |                             |                            |               |                   |                                |
| 29 | My New Coat                 | Mój nowy fartuch           | 205           | Marc Buckland     | Matt Tarses                    |
| J.D. nosi kitel, żeby czuć się "bardziej jak doktor", jednak traci pewność siebie, gdy wydaje mu się, że z jego winy pacjent stracił węch. Elliot wyrabia sobie niedwuznaczną opinię wśród mężczyzn, jednak znosi to jakoś, dopóki nie zauważa, że nawet Turk robi sobie z niej nieprzyzwoite żarty przy chirurgach. Carla próbuje bezskutecznie naprawić stosunki między Coxem a Kelso. |                             |                            |               |                   |                                |
| |                             |                            |               |                   |                                |
| 30 | My Big Brother              | Mój duży brat              | 206           | Michael Spiller   | Tim Hobert                     |
| Halloween. Do J.D. przyjeżdża jego brat Dan, którego tak naprawdę wstydzi się przed swoimi przyjaciółmi. Dr Cox wyjaśnia Turkowi, że lekarze śmieją się ze zmarłych pacjentów nie dlatego, że są nieczuli, lecz gdyż inaczej z trudem mogliby pracować. |                             |                            |               |                   |                                |
| |                             |                            |               |                   |                                |
| 31 | My First Step               | Mój pierwszy krok          | 207           | Lawrence Trilling | Mike Schwartz                  |
| Do szpitala przychodzi piękna przedstawicielka medyczna Plomoxu, Julie. Mimo początkowej niechęci, związanej z jej podejściem do pacjentów, dr Cox w końcu ulega jej urokowi. Carlę denerwują uwagi o tym, że jest "tylko" pielęgniarką. J.D. postanawia wziąć przykład z Elliot i podejmować więcej ryzyka w swojej pracy i życiu. |                             |                            |               |                   |                                |
| |                             |                            |               |                   |                                |
| 32 | My Fruit Cups               | Moje filiżanki owoców      | 208           | Ken Whittingham   | Janae Bakken                   |
| Młodzi rezydenci na różne sposoby radzą sobie z niskimi zarobkami i kredytami studenckimi, m.in. przez branie nadgodzin i drobne kradzieże w szpitalu, co naturalnie prowadzi do różnych nieporozumień między nimi. Do Elliot przyjeżdża jej ojciec, który nalega aby została ginekologiem. Gdy wyraża swój sprzeciw ten postanawia obciąć jej fundusze. Do Coxa przychodzi jego eks-żona - okazuje się, że jest w ciąży. Ten postanawia do niej wrócić. Turk wyznaje J.D., że traktuje związek z Carlą bardzo poważnie.                                                |                             |                            |               |                   |                                |
| |                             |                            |               |                   |                                |
| 33 | My Lucky Day                | Mój szczęśliwy dzień       | 209           | Lawrence Trilling | Debra Fordham                  |
| Dzięki obejrzanemu programowi medycznemu J.D. stawia niezwykłą diagnozę, którą zyskuje sobie aprobatę całego szpitala. Dr Cox szybko wybija mu z głowy wysoką samoocenę. Elliot kończą się pieniądze, musi się szybko wyprowadzić, w dodatku pozywa ją pacjent, któremu uratowała życie. Carla niesłusznie podejrzewa Jordan o złe intencje wobec Coxa. |                             |                            |               |                   |                                |
| |                             |                            |               |                   |                                |
| 34 | My Monster                  | Mój potwór                 | 210           | Gail Mancuso      | Angela Nissel                  |
| Boże Narodzenie. J.D. umawia się z piękną dziewczyną z apteki, jednak z powodu przeżyć w szpitalu jego randka okazuje się niezbyt udana. Również związki Carli i Turka oraz dr Coxa i Jordan przeżywają chwilowe kryzysy. Gdy J.D. dowiaduje się, że Elliot żyje w ciężarówce ze swoimi meblami, pozwala jej się wprowadzić do siebie i Turka. Elliot czuje, że jej świat się wali i próbując ulżyć emocjom idzie z nim do łóżka. |                             |                            |               |                   |                                |
| |                             |                            |               |                   |                                |
| 35 | My Sex Buddy                | Mój sex kumpel             | 211           | Will Mackenzie    | Garrett Donovan, Neil Goldman  |
| Zabawa Elliot z J.D. nie kończy się na jednej wspólnie spędzonej nocy. W końcu postanawiają zostać "seks-kumplami". Jednak Turk ostrzega przyjaciela, że kobiety nie oddzielają takiej zabawy od uczuć. Gdy okazuje się, że ma rację postanawiają zakończyć sprawę. |                             |                            |               |                   |                                |
| |                             |                            |               |                   |                                |
| 36 | My New Old Friend           | Mój nowy stary przyjaciel  | 212           | Chris Koch        | Gabrielle Allan                |
| J.D. próbuje powiedzieć Elliot co do niej czuje, podczas gdy jej ciężarówka z rzeczami zostaje skradziona. W tej sytuacji potrzebuje w nim przyjaciela. Pacjent, hipochondryk, który wciąż odwiedza szpital, rzeczywiście jest chory. Carla i dr Cox czują, że jako przyjaciele oddalili się od siebie. |                             |                            |               |                   |                                |
| |                             |                            |               |                   |                                |
| 37 | My Philosophy               | Moja filozofia             | 213           | Chris Koch        | Bill Lawrence                  |
| Umiera pacjentka J.D., z którą jeszcze przed chwilą rozmawiał o śmierci. Turk postanawia oświadczyć się Carli, a kiedy już to robi słyszy od niej, że musi się zastanowić. |                             |                            |               |                   |                                |
| |                             |                            |               |                   |                                |
| 38 | My Brother, My Keeper       | Mój brat, mój stróż        | 214           | Michael Spiller   | Eric Weinberg                  |
| Do szpitala przyjeżdża lubiany przez wszystkich dr Townshend. Namawia J.D. do wykonania przestarzałej procedury na pacjencie, podczas której młody rezydent popełnia błąd. Do Turka przyjeżdża jego brat Kevin. Turk wyznaje mu swoje obawy związane z długim wyczekiwaniem na odpowiedź Carli. Dowiaduje się, że jego brat właśnie się rozwodzi. Dr Cox nie wie do końca, czy chce poznać płeć dziecka Jordan. |                             |                            |               |                   |                                |
| |                             |                            |               |                   |                                |
| 39 | His Story                   | Jego historia              | 215           | Ken Whittingham   | Bonnie Schneider, Hadley Davis |
| Podczas wieczoru w barze, z Carlą, Elliot poznaje przystojnego faceta. Okazuje się, że nazywa się Paul Flowers i pracuje w ich szpitalu jako pielęgniarz. Gdy Turk ma dosyć ciągłego proszenia Carli o odpowiedź, ta w końcu mówi "tak". J.D. natomiast nie może już wytrzymać nieznośnego zachowania Coxa, podobnie jak jego znajomi a nawet terapeuta, i chce innego przełożonego. To w końcu każe mu przystopować. |                             |                            |               |                   |                                |
| |                             |                            |               |                   |                                |
| 40 | My Karma                    | Moja karma                 | 216           | Marc Buckland     | Janae Bakken, Debra Fordham    |
| Nadchodzi dzień porodu Jordan, która wyznaje J.D., że wbrew temu, co powiedziała Perry'emu to jego dziecko. Elliot odważa się otworzyć przed Paulem. Turk i J.D. nieostrożnie grając w golfa na dachu szpitala doprowadzają do wypadku. Postanawiają przyznać się do winy. |                             |                            |               |                   |                                |
| |                             |                            |               |                   |                                |
| 41 | My Own Private Practice Guy | Mój własny lekarz prywatny | 217           | Marc Buckland     | Angela Nissel, Mark Stegemann  |
| W szpitalu pojawia się dr Fisher. J.D. przestaje go lubić, gdy dowiaduje się, dlaczego Cox jako jedyny nie cieszy się z jego wizyty. Carla czuje się mniej atrakcyjna i sądzi, że to przez to, że jest już zaręczona. |                             |                            |               |                   |                                |
| |                             |                            |               |                   |                                |
| 42 | My T.C.W.                   | Moja S.Ś.                  | 218           | Adam Bernstein    | Bill Lawrence                  |
| J.D. umawia się z Jamie - żoną pacjenta w śpiączce. Wybucha, gdy jego przyjaciele mówią mu, co ma robić, podczas gdy sami nie radzą sobie w związkach. To daje im do myślenia. |                             |                            |               |                   |                                |
| |                             |                            |               |                   |                                |
| 43 | My Kingdom                  | Moje królestwo             | 219           | Michael Spiller   | April Pesa                     |
| J.D. podczas swojego krótkiego pobytu na chirurgii próbując wkupić się w łaski towarzyszy Turka wygaduje im, że ich twardy kumpel kiedyś tańczył w balecie. Elliot czuje, że Paul pokłada zbyt duże nadzieje w ich związek, ale nie umie się wycofać. Dr Kelso widzi co myślą o nim jego pracownicy, gdy dr Cox wmawia im, że ordynator nie żyje. |                             |                            |               |                   |                                |
| |                             |                            |               |                   |                                |
| 44 | My Interpretation           | Moja interpretacja         | 220           | Will Mackenzie    | Mike Schwartz                  |
| J.D. odkrywa u ciecia krępujące schorzenie, o jakim on nie miał pojęcia. Mimo skrępowania i niechęci postanawia postąpić jak doktor i poinformować go o tym. Dr Cox zaczyna dopiero czuć więź z dzieckiem Jordan - małym Jackiem - mimo że wciąż nie wie, że jest jego. Turk miewa erotyczne sny o Elliot. Na pogrzebie męża Jamie, J.D. postanawia przystopować, gdyż uważa, że nie powinna jeszcze z nikim się umawiać. W końcu jednak rozumie, że nie może wiedzieć co jest najlepsze dla kogoś innego i postanawia odratować związek.                               |                             |                            |               |                   |                                |
| |                             |                            |               |                   |                                |
| 45 | My Drama Queen              | Moja dramatyczna królowa   | 221           | Michael Spiller   | Will Berson                    |
| Umiera mama Carli. Elliot uważa, że nowa dziewczyna J.D. przestaje się angażować w ich związek, ponieważ po śmierci jej męża przestał być on interesujący. Dr Kelso próbuje wprowadzić zmiany w szpitalu, aby zmniejszyć ilość pozwów od pacjentów urażonych obcesowym zachowaniem lekarzy. |                             |                            |               |                   |                                |
| |                             |                            |               |                   |                                |
| 46 | My Dream Job                | Moja wymarzona praca       | 222           | Bill Lawrence     | Tim Hobert, Matt Tarses        |
| To ostatni dzień już drugiego roku pracy naszych bohaterów w szpitalu pw. Świętego Serca. Do Turka i J.D. przyjeżdża ich stary kumpel z college'u, Spens. Przez nieuwagę wygaduje doktorowi Coxowi o tym, że Jack jest jego dzieckiem. Oswajając się z myślą, że jest ojcem pierwszy raz broni Elliot przed dr Kelso. |                             |                            |               |                   |                                |

### Seria 3
| # | Oryginalny tytuł            | Polski tytuł                            | Kod produkcji | Reżyseria               | Scenariusz                    |
| --- | --------------------------- | --------------------------------------- | ------------- | ----------------------- | ----------------------------- |
| |                             |                                         |               |                         |                               |
| 47 | My Own American Girl        | Moja własna amerykańska dziewczyna      | 301           | Bill Lawrence           | Bill Lawrence                 |
| Elliot znów czuje, że nic jej nie wychodzi - samochód, który kupiła natychmiast traci oboje drzwi, okazuje się, że Sean znalazł sobie dziewczynę, nawet jej przyjaciele nie proszą ją już o pomoc. Lecz tym razem zamierza coś zmienić. Dr Cox jest pod wrażeniem zbiorowej pracy nad rozwiązaniem tajemnicy choroby jednej z pacjentek - co nie przeszkadza mu wziąć całej chwały dla siebie. |                             |                                         |               |                         |                               |
| |                             |                                         |               |                         |                               |
| 48 | My Journey                  | Moja podróż                             | 302           | Michael Spiller         | Tim Hobert                    |
| Sean docenia niezwykłą zmianę Elliot. Zaczynają się spotykać, jednak Sean zaczyna się wahać, gdy dziewczyna nie przychodzi na umówioną kolację tłumacząc się pracą. J.D. nie rozumie, dlaczego Turk nie otwiera się przed nim, boi się kolacji sam na sam... Okazuje się, że boi się takich "gejowskich" zachowań. |                             |                                         |               |                         |                               |
| |                             |                                         |               |                         |                               |
| 49 | My White Whale              | Mój biały wieloryb                      | 304           | Michael Spiller         | Eric Weinberg                 |
| Każdy z młodych rezydentów ma inny sposób na utrzymanie dyscypliny wśród swoich internistów - J.D., który radzi sobie najgorzej, prosi o pomoc Elliot, która jednak przyprowadza Seana. Mimo jego słusznych rad, J.D. nie może znieść tego, że ocenia go facet dziewczyny, o którą jest tak zazdrosny. Doktor Cox i Jordan znajdują pediatrę dla swojego syna - jednak znaleźć lekarza, a znaleźć z nim wspólny język to dwie różne sprawy. |                             |                                         |               |                         |                               |
| |                             |                                         |               |                         |                               |
| 50 | My Lucky Night              | Moja szczęśliwa noc                     | 305           | John Inwood             | Neil Goldman, Garrett Donovan |
| J.D. na sprytny sposób radzi sobie z prześladowaniem przez ciecia i jego kumpla - zadaje im zagadkę ponad jego siły. Carla postanawia popracować przez parę dni na chirurgii. Turk nie jest z początku zachwycony, jednak okazuje się, że dzięki niej bardziej się przykłada i lepiej wykonuje operację. Dr Cox prosi Jordan o pomoc i dzięki niej zostaje nowym szefem rezydentów. Sean dowiaduje się, że Elliot i J.D. nie raz spali ze sobą i nie podoba mu się to. Kiedy musi wyjechać J.D. widzi szansę, aby wrócić do Elliot, gdy dowiaduje się, że jej chłopak zrezygnował z szybkiego wyjazdu aby z nią być. |                             |                                         |               |                         |                               |
| |                             |                                         |               |                         |                               |
| 51 | My Brother, Where Art Thou? | Mój bracie, gdzież jesteś?              | 306           | Marc Buckland           | Mike Schwartz                 |
| J.D. czuje się zagubiony z powodu Elliot, więc dzwoni do swojego brata, który błyskawicznie się zjawia, przy okazji mówiąc mu, że ich matka żeni się po raz kolejny. Dan swoim nachalnym zachowaniem denerwuje swojego brata tak bardzo, że ten każe mu się wynosić. Turk tłumaczy mu, że powinien zmienić podejście do rodziny, co skłania go do przeprosin. Doktor Kelso nakrywa Elliot i Carlę na dorabianiu po godzinach, czego niedawno im zabronił. |                             |                                         |               |                         |                               |
| |                             |                                         |               |                         |                               |
| 52 | My Advice to You            | Moja rada dla ciebie                    | 307           | Gail Mancuso            | Debra Fordham                 |
| Przyjeżdża brat Carli. Okazuje się, że nauczył się angielskiego w tajemnicy przed Carlą. J.D. wciąż wariuje na punkcie Elliot, która wcale nie ułatwia mu sytuacji, będąc wciąż w pobliżu. J.D. poznaje interesującą dziewczynę, Danni. Nie może uwierzyć, gdy okazuje się, że jest siostrą Jordan. Dr Cox ewidentnie lekceważy polecenia dr Kelso. Młodzi rezydenci myślą, że próbuje on wciągnąć ich w swoją grę. |                             |                                         |               |                         |                               |
| |                             |                                         |               |                         |                               |
| 53 | My Fifteen Seconds          | Moje 15 sekund                          | 308           | Ken Whittingham         | Mark Stegemann                |
| Dr Cox ma swoją metodę rozmawiania z pacjentami. Każda trwa tylko po piętnaście sekund. Okazuje się, że nie jest ona do końca dobra. Perry nie jest zachwycony ze związku J.D. z Danni. Tym gorzej, gdy muszą razem spędzić czas w parku rozrywki. Dr Kelso chwilowo traci słuch. Elliot rządzi Carlą co tej ostatniej bardzo się nie podoba. |                             |                                         |               |                         |                               |
| |                             |                                         |               |                         |                               |
| 54 | My Friend the Doctor        | Mój przyjaciel doktor                   | 309           | Ken Whittingham         | Gabrielle Allan               |
| Cieć udaje kilka różnych osób naraz. J.D. nie rozumie o co chodzi, dopóki nie dowiaduje się, że kiedyś był aktorem, któremu zawaliła się kariera. Dr Cox nie chce przyznać nikomu, że bolą go plecy, bo nie chce być uznany, za "starca". Elliot pragnie mieć jakiś własny ważny moment w szpitalu, aby poczuć, że już jest naprawdę lekarzem. |                             |                                         |               |                         |                               |
| |                             |                                         |               |                         |                               |
| 55 | My Dirty Secret             | Mój brudny sekret                       | 303           | Chris Koch              | Matt Tarses                   |
| Elliot krępują intymne słowa, co jest dość dziwnym zjawiskiem, zważając na to, że jest lekarzem. Carla próbuje pomóc jej się przełamać. Carla dowiaduje się, że ludzie uważają, że jest zbyt sztywna i często pomaga innym zupełnie nieproszona. J.D. radzi dr Coxowi, żeby powiedział Jordan o swoich uczuciach. Gdy zostaje wyrzucony z domu wprowadza się do młodego. Rezydent postanawia to odkręcić, proponując parze, że czasem zaopiekuje się ich synkiem. |                             |                                         |               |                         |                               |
| |                             |                                         |               |                         |                               |
| 56 | My Rule of Thumb            | Moja zasada kciuka                      | 310           | Craig Zisk              | Janae Bakken                  |
| Carla pyta dr Coxa, co tak naprawdę myśli o jej narzeczonym. Musi się poważnie zastanowić, zanim odpowie na to pytanie. Carla i Elliot próbują pomóc pacjentce, która martwi się, że w wieku trzydziestu ośmiu lat wciąż jest dziewicą. J.D. boi się, że jeśli pozwoli wprowadzić się Danni do siebie na chwilę, zostanie tam już na zawsze. |                             |                                         |               |                         |                               |
| |                             |                                         |               |                         |                               |
| 57 | My Clean Break              | Moje przyzwoite zerwanie                | 311           | Chris Koch              | Angela Nissel                 |
| J.D. próbuje zerwać z Danni, gdy okazuje się, że to ona pragnie z nim zerwać, gdyż domyśliła się, że ten wciąż jest zakochany w Elliot. Lekarze uważają, że Elliot nie powinna stroić się do pracy, ponieważ wygląda nieprofesjonalnie. Dr Cox czuje, że jego uczniowie przestają się go bać i musi to zmienić. |                             |                                         |               |                         |                               |
| |                             |                                         |               |                         |                               |
| 58 | My Catalyst                 | Mój katalizator                         | 312           | Michael Spiller         | Bill Lawrence                 |
| Do szpitala przyjeżdża dr Kevin Casey, niezwykły człowiek, który jest jednocześnie lekarzem i chirurgiem cierpiącym na nerwicę natręctw. Dr Cox nie może znieść tego, że niezwykłe zdolności Caseya robią na wszystkich wrażenie. |                             |                                         |               |                         |                               |
| |                             |                                         |               |                         |                               |
| 59 | My Porcelain God            | Mój porcelanowy Bóg                     | 313           | Adam Bernstein          | Tim Hobert, Eric Weinberg     |
| Dość niezwykły wynalazek ciecia daje natchnienie wielu będącym w potrzebie pracownikom szpitala. Turk prosi J.D. żeby został jego drużbą. J.D. jest zachwycony, dopóki nie dowiaduje się, że nie był jego pierwszym wyborem. Elliot popełnia błąd przy banalnej procedurze i szuka pomocy u dr Caseya. Dr Kelso zamyka jeden z oddziałów szpitala. Dr Cox znajduje sposób, aby zmusić go do zmiany decyzji. |                             |                                         |               |                         |                               |
| |                             |                                         |               |                         |                               |
| 60 | My Screw Up                 | Moja wpadka                             | 314           | Chris Koch              | Neil Goldman, Garrett Donovan |
| Dr Cox nie chce się pogodzić ze śmiercią swojego pacjenta - oskarża J.D. o pomyłkę. Turk mówi, że gdyby tylko była jakaś rzecz, którą mógłby w sobie zmienić, aby uszczęśliwić Carlę, zrobiłby to. Szybko żałuje swoich słów. Zjeżdża się rodzina Jordan. Perry i Ben widzą się pierwszy raz od dwóch lat. Wkrótce przychodzi na niego czas. |                             |                                         |               |                         |                               |
| |                             |                                         |               |                         |                               |
| 61 | My Tormented Mentor         | Mój udręczony mentor                    | 315           | Craig Zisk              | Gabrielle Allan               |
| Dr Cox ciężko przeżywa śmierć Bena, zwłaszcza, że do ich mieszkania zjechały się przyjaciółki Jordan. Na chirurgii pojawia się nowa doktor - pani Miller. Turk już na samym początku psuje sobie stosunki z nią. W szpitalu odbywa się dyskusja nt. seksizmu wobec pracujących tam kobiet. |                             |                                         |               |                         |                               |
| |                             |                                         |               |                         |                               |
| 62 | My Butterfly                | Mój motylek                             | 316           | Henry Chan              | Justin Spitzer                |
| J.D. zauważa, że drobny szczegół może całkowicie zmienić bieg wydarzeń. |                             |                                         |               |                         |                               |
| |                             |                                         |               |                         |                               |
| 63 | My Moment of Un-Truth       | Mój moment nieprawdy                    | 317           | Gail Mancuso            | Rich Eustis                   |
| Carlę denerwuje to, że Turk przed ślubem ogląda się na inne kobiety. Sytuacja odwraca się, gdy do szpitala przyjeżdża jej stary znajomy. Elliot, mimo słusznych uwag dr Coxa, daje się nabrać przez narkomana. |                             |                                         |               |                         |                               |
| |                             |                                         |               |                         |                               |
| 64 | His Story II                | Jego historia II                        | 318           | Jason Ensler            | Mark Stegemann                |
| Turk popełnia błąd podczas operacji. Przez niego młody chłopak może stracić przyszłość. J.D. robi dla Elliot coś, o co go nie prosiła i czeka go za to nagroda. |                             |                                         |               |                         |                               |
| |                             |                                         |               |                         |                               |
| 65 | My Choosiest Choice of All  | Mój najwyborniejszy wybór ze wszystkich | 319           | Adam Bernstein          | Mike Schwartz                 |
| J.D. nie może uwierzyć w to, że po nocy z Elliot ona wciąż jest z Seanem. Postanawia wrócić do Danni. Turk i Carla radzą mu tego nie robić. Gdy przychodzi mu rozmawiać z chłopakiem Elliot musi zadecydować, czy ważniejsza jest dla niego przyjaźń, czy uraza. Dr Cox zaczyna oglądać się za dr Miller. Wyznaje swoje obawy Jordan. Cieć w imię sprawiedliwości ryzykuje swoją nową posadę. |                             |                                         |               |                         |                               |
| |                             |                                         |               |                         |                               |
| 66 | My Fault                    | Moja wina                               | 320           | Richard Alexander Wells | Debra Fordham                 |
| Kelso postanawia wprowadzić płatne badania całego ciała, aby poprawić finanse szpitala. Dr Cox błędnie myśli, że ordynatora obchodzi jego zdanie. Turkowi wydaje się, że Carla w wirze weselnych przygotowań nie uwzględniła jego zdania. J.D. jest uważany za osobę, która chce tylko tego, czego nie może mieć. Gdy w końcu ma szansę odebrać Elliot Seanowi okazuje się, co jest prawdą. |                             |                                         |               |                         |                               |
| |                             |                                         |               |                         |                               |
| 67 | My Self-Examination         | Moje samobadanie                        | 321           | Randall Winston         | Janae Bakken                  |
| Jordan nie zamierza kłócić się ze swoim eks-mężem przy dziecku. Dr Cox nie potrafi wytrzymać bez tych walk. J.D. jest zdesperowany - gdy Elliot wraca do niego, okazuje się, że rzeczywiście już jej nie chce. Radzi się przyjaciół, co ma zrobić, aby jej nie skrzywdzić i na przedślubnej kolacji u Carli i Turka, pod wpływem wzruszających przemów przyszłych nowożeńców, podejmuje decyzję. |                             |                                         |               |                         |                               |
| |                             |                                         |               |                         |                               |
| 68 | My Best Friend's Wedding    | Mój najlepszy przyjaciel bierze ślub    | 322           | Bill Lawrence           | Tim Hobert, Eric Weinberg     |
| Nadchodzi dzień ślubu Carli i Turka. Dr Miller, zła na młodą parę, za to, że skreślili ją z listy gości przyczynia się do tego, że Turk spóźnia się na ceremonię i ślub nie odbywa się. Dodatkowo na weselu nie ma muzyki. J.D. w tym czasie próbuje naprawić swoje stosunki z Elliot przyprowadzając Seana. Nie jest to ślub, jaki Carla sobie wymarzyła, jednak gdy przed podróżą poślubną udają się na chwilę do szpitala czeka ich miła niespodzianka. |                             |                                         |               |                         |                               |

### Seria 4
| # | Oryginalny tytuł           | Polski tytuł                                | Kod produkcji | Reżyseria       | Scenariusz                    |
| --- | -------------------------- | ------------------------------------------- | ------------- | --------------- | ----------------------------- |
| |                            |                                             |               |                 |                               |
| 69 | My Old Friend's New Friend | Nowa przyjaciółka mojej starej przyjaciółki | 401           | Bill Lawrence   | Eric Weinberg                 |
| Carla i Turk powracają z podróży poślubnej. Widząc, jak tworzą wspaniałą trójkę przyjaciół z J.D. Elliot czuje się opuszczona. Na jej szczęście w szpitalu pojawia się nowy psychiatra, dr Molly Clock, która chce się z nią zaprzyjaźnić. To ostatni dzień rezydentury J.D. i reszty - teraz już są lekarzami. Dr Cox przypomina mu, że oznacza to tylko większą odpowiedzialność. |                            |                                             |               |                 |                               |
| |                            |                                             |               |                 |                               |
| 70 | My Office                  | Moje biuro                                  | 402           | Gail Mancuso    | Matt Tarses                   |
| Carlę denerwuje to, że Elliot przejmuje się zdaniem Molly bardziej niż kiedykolwiek jej. Zauważa, że wszyscy jej znajomi się jej zwierzają z problemów i bardzo jej się to nie podoba. J.D. i Elliot rywalizują o pozycję szefa rezydentów. Dr Cox postanawia mianować ich obu. Szykuje się poważny konflikt. Okazuje się jednak, że wspólna walka o cel może jednoczyć. |                            |                                             |               |                 |                               |
| |                            |                                             |               |                 |                               |
| 71 | My New Game                | Moja nowa gra                               | 403           | Ken Whittingham | Gabrielle Allan               |
| Mimo że J.D. i Elliot oboje są szefami rezydentów, to ona w mniemaniu pracowników i pacjentów jest ważniejsza. Turka denerwuje to, że J.D. bardzo przechwala się swoimi wysokimi zarobkami. W dodatku nawet przez niego wydaje się być uznawany za gorszego chirurga od Todda. Okazuje się, że z powodu problemów z aktami rozwodowymi dr Cox i Jordan są wciąż małżeństwem, podczas gdy tak naprawdę lepiej czuli się wiedząc, że są po rozwodzie. Postanawiają działać. |                            |                                             |               |                 |                               |
| |                            |                                             |               |                 |                               |
| 72 | My First Kill              | Moje pierwsze zabójstwo                     | 404           | Ken Whittingham | Tad Quill                     |
| J.D. dowiaduje się, że jest jednym z niewielu lekarzy w szpitalu, który nie zabił jeszcze pacjenta - czuje, że w takim razie na pewno wkrótce się to stanie. Carla nie może zrozumieć dlaczego po ich domu wciąż wala się wypchany pies - ze zdenerwowania rzuca Rowdym o podłogę. Jednak gdy czuje, że uraziła uczucia swego męża, próbuje to jakoś naprawić. Gdy pakuje się w jeszcze większe kłopoty pomaga jej cieć. Spór o pacjenta chwilowo nadwyręża przyjaźń Elliot i Molly.                                                                                             |                            |                                             |               |                 |                               |
| |                            |                                             |               |                 |                               |
| 73 | Her Story                  | Jej historia                                | 405           | John Inwood     | Angela Nissel                 |
| Carlę denerwuje to, że Turk po nockach z J.D. i kumplami ciągle budzi ją w środku nocy - więc zarządza, że będą kłaść się spaść o tej samej godzinie. Elliot czuje, że Molly nie jest już tylko jej przyjaciółką, ale również mentorem, którego zawsze chciała mieć - dlatego nie może zrozumieć, gdy dowiaduje się dziwacznej prawdy o niej. Dr Cox zwraca uwagę J.D., że jego rezydenci nie okazują mu za grosz szacunku. |                            |                                             |               |                 |                               |
| |                            |                                             |               |                 |                               |
| 74 | My Cake                    | Moje ciasto                                 | 406           | Henry Chan      | Garrett Donovan, Neil Goldman |
| Do J.D. przyjeżdża jego brat z informacją, że zmarł ich ojciec. Turk natomiast dowiaduje się, że ma cukrzycę. Dr Cox postanawia wesprzeć J.D. Odcinek pamięci Johna Rittera (serialowy ojciec J.D.), który zmarł 11 września 2003 na rozwarstwienie aorty. |                            |                                             |               |                 |                               |
| |                            |                                             |               |                 |                               |
| 75 | My Common Enemy            | Mój wspólny wróg                            | 407           | Joanna Kerns    | Bill Callahan                 |
| Dan od 3 tygodni mieszka u J.D. - temu nie podoba się, że starszy brat zaczyna kręcić z Elliot. Doktorzy Cox i Kelso nie rozumieją, dlaczego dr Molly jest ciągle tak zadowolona. Turk wykorzystuje swoją cukrzycę wobec Carli, dopóki nie sprawia, że przez niego traci wymarzoną pracę. Musi to wszystko odkręcić. |                            |                                             |               |                 |                               |
| |                            |                                             |               |                 |                               |
| 76 | My Last Chance             | Moja ostatnia szansa                        | 408           | Zach Braff      | Mike Schwartz                 |
| Na pożegnalnej kolacji z okazji wyjazdu Molly całuje się ona z J.D. Gdy młody próbuje stworzyć z nią związek okazuje się, że jest dla niej zbyt mało... dziwny. Mimo wszystko nie poddaje się. Dr Cox musi zaliczyć parę godzin jazdy karetką z kobietą, która od samego początku doprowadza go do szału. Zaczyna patrzeć na nią inaczej gdy dowiaduje się o jej przeszłości. |                            |                                             |               |                 |                               |
| |                            |                                             |               |                 |                               |
| 77 | My Malpractical Decision   | Moja zaniedbana decyzja                     | 409           | Gail Mancuso    | Janae Bakken                  |
| W szpitalu pojawia się Nina Broderick - znienawidzona przez wszystkich lekarzy prawniczka, która każdego pacjenta potrafi namówić do pozwania szpitala. Jednak tym razem jest tu z powodu chorego ojca. Elliot próbuje pomóc okropnie nieporadnemu rezydentowi, Dougowi. Okazuje się, że mimo iż bycie lekarzem wychodzi mu beznadziejnie, nadaje się świetnie do pracy jako patolog. Turk próbuje zachować swój nowy numer tylko dla siebie i z tego powodu jest tak nieprzyjemny dla jednego z pacjentów, że ten pozywa go.                                                    |                            |                                             |               |                 |                               |
| |                            |                                             |               |                 |                               |
| 78 | My Female Trouble          | Mój kobiecy kłopot                          | 410           | Chris Koch      | Debra Fordham                 |
| Carla i Turk nie są zachwyceni nowym związkiem J.D. z Niną - prawniczką, która namówiła pacjenta do pozwania Turka, któremu dodatkowo miesza w głowie dr Cox. Carla postanawia pomóc mężowi. Okazuje się, że z Niną nie jest tak łatwo zerwać - potrzebna jest pomoc Jordan. |                            |                                             |               |                 |                               |
| |                            |                                             |               |                 |                               |
| 79 | My Unicorn                 | Mój jednorożec                              | 411           | Matthew Perry   | Tad Quill, Gabrielle Allan    |
| Carla i Jordan uczą Elliot jak wykorzystywać swoje wdzięki do manipulowania ludźmi - Turk jest zdecydowanie przeciwny. Wierzy, że mogą z tego wyniknąć kłopoty. I ma rację. J.D. próbuje przekonać syna pacjenta aby oddał mu nerkę - dopóki nie okazuje się, że nie jest on jego biologicznym ojcem. |                            |                                             |               |                 |                               |
| |                            |                                             |               |                 |                               |
| 80 | My Best Moment             | Mój najlepszy moment                        | 412           | Chris Koch      | Angela Nissel                 |
| Boże Narodzenie. W szpitalu zjawia się pacjent z synem, który w niezwykły sposób łączy pracowników szpitala. Dla wielu z nich ten dzień stanie się najlepszym momentem w ich karierze. |                            |                                             |               |                 |                               |
| |                            |                                             |               |                 |                               |
| 81 | My Ocardial Infarction     | Mój zawał serca                             | 413           | Ken Whittingham | Mark Stegemann                |
| J.D. zawsze mógł pochwalić się znakomitą umiejętnością diagnozowania pacjentów, Elliot natomiast zdaje się lepiej radzić sobie w nagłych, stresujących sytuacjach. Gdy sytuacja się odwraca, Dorian, mimo tego że naprawił już swoją relację z Elliot, nie potrafi poprosić jej o pomoc. Carla uważa, że pracownicy szpitala powinni bardziej interesować się historią swoich pacjentów. Turk przeżywa szok, gdy dowiaduje się, że ciężko chory pacjent, którego operuje, leży na stole z powodu cukrzycy.                                                                       |                            |                                             |               |                 |                               |
| |                            |                                             |               |                 |                               |
| 82 | My Lucky Charm             | Mój szczęśliwy talizman                     | 414           | Chris Koch      | Mike Schwartz                 |
| W wyniku bójki w barze do szpitala przybywa pobity mężczyzna, sprawcą zajścia okazuje się być Irlandczyk, który pokazuje Turkowi i J.D., że powinni wyluzować. Carla i Elliot wciąż umawiają się na spotkania, z których zawsze nic nie wychodzi, przez co ich przyjaźń zaczyna się psuć. Dr Cox bez wiedzy Jordan poddaje się wazektomii. |                            |                                             |               |                 |                               |
| |                            |                                             |               |                 |                               |
| 83 | My Hypocritical Oath       | Moje obłudne przekleństwo                   | 415           | Craig Zisk      | Tim Hobert                    |
| Wbrew zaleceniu dr Kelso Elliot daje nadzieję umierającemu na malarię pacjentowi. J.D. podczas wizyty w afro-amerykańskim klubie poznaje prześliczną dziewczynę, Kailie. Okazuje się, że akurat poszukuje doktora dla swojego chłopaka. J.D. dowiaduje się, że mężczyzna ją zdradza, jednak tajemnica lekarska zakazuje powiedzieć o tym dziewczynie. Kelso obciąża doktora Coxa pracą w dzień bardzo ważnego dla niego meczu specjalnie tak, aby nie mógł go obejrzeć. Nie jest to jednak zwykła złośliwość, lecz kara za jego świństwa.                                        |                            |                                             |               |                 |                               |
| |                            |                                             |               |                 |                               |
| 84 | My Quarantine              | Moja kwarantanna                            | 416           | Michael Spiller | Tad Quill                     |
| Pierwsza randka J.D. z Kailie nie przebiegła perfekcyjnie. Gdy przy okazji wstępują do szpitala Dorian stwierdza u jednego z pacjentów podejrzenie SARS przez co zostają w nim zamknięci z resztą personelu, w tym mającą urodziny Lawerne oraz przyjezdną akurat Danni, na czas kwarantanny. Ponieważ spodziewa się ona jakiś niezwykłych wrażeń, J.D., któremu wydaje się, że na nią nie zasługuje, próbuje improwizować. Później jednak żałuje swoich kłamstw, z których nie może się wyplątać. Turk z przerażeniem dowiaduje się, że Carla była kiedyś na randce z dr Coxem. |                            |                                             |               |                 |                               |
| |                            |                                             |               |                 |                               |
| 85 | My Life in Four Cameras    | Moje życie w czterech kamerach              | 417           | Adam Bernstein  | Debra Fordham                 |
| W telewizji podają niepokojący komunikat, który sprawia, że w szpitalu panuje panika. Wśród rozhisteryzowanych pacjentów J.D. odnajduje lubianego przez siebie artystę. Jednak nowo poznany mężczyzna okazuje się być ciężko chory. |                            |                                             |               |                 |                               |
| |                            |                                             |               |                 |                               |
| 86 | My Roommates               | Moi współlokatorzy                          | 418           | Craig Zisk      | Tim Hobert                    |
| Turk i Carla chcą, aby J.D. w końcu się wyprowadził, jednak gdy już tak się dzieje, okazuje się, że nie jest tak wspaniale, jak się zapowiadało. Do dr Coxa przyjeżdża jego stary kumpel, z którym zawsze rywalizował. Cox odkrywa, że może on mieć kłopot, o którym nie wie. |                            |                                             |               |                 |                               |
| |                            |                                             |               |                 |                               |
| 87 | My Best Laid Plans         | Moje najlepiej ułożone plany                | 419           | Zach Braff      | Bill Callahan                 |
| Do szpitala przyjeżdża Molly Clock. J.D. kłamie Kailie co do wieczoru, aby się z nią spotkać. Turk zaczyna telefonować ze swoją byłą dziewczyną Rozanną, nie mówiąc jej, że jest żonaty. Natomiast cieć zakłada się o swojego wana z dr Coxem tak naprawdę po to, aby móc pójść na randkę z Elliot. Jednak dla nich wszystkich okazuje się, że nie można mieć ciastka i zjeść ciastka. |                            |                                             |               |                 |                               |
| |                            |                                             |               |                 |                               |
| 88 | My Boss's Free Haircut     | Darmowe strzyżenie mojego szefa             | 420           | John Inwood     | Mark Stegemann                |
| Turk i Carla mają kłopoty. Dziewczyna wprowadza się do Elliot, która próbując umilić jej powód urządza wieczór wspomnień jej zmarłej matki. Jednak okazuje się to bardzo złym pomysłem. Dr Kelso wścieka się na Coxa o to, że jest wyjątkowo nieprzyjemny dla pacjentów. Ten proponuje mu, aby sam spróbował znowu pobyć zwykłym lekarzem. |                            |                                             |               |                 |                               |
| |                            |                                             |               |                 |                               |
| 89 | My Lips Are Sealed         | Moje usta są zapieczętowane                 | 421           | John Michel     | Janae Bakken                  |
| Elliot uważa, że doktorzy powinni okazywać swoim pacjentom więcej szacunku, jednak sama nie może powstrzymać się od śmiechu, gdy trafia jej się zupełnie absurdalny przypadek. Dr Cox i Jordan mają nieco inne podejście co do niebezpiecznych zabaw z ich synem, Jackiem. J.D. na prośbę Turka spędza z Carlą wieczór, przekonując ją, aby do niego wróciła. Po wypiciu paru drinków całują się. |                            |                                             |               |                 |                               |
| |                            |                                             |               |                 |                               |
| 90 | My Big Move                | Mój wielki ruch                             | 422           | Victor Nelli    | Bonnie Sikowitz               |
| Gdy Turk dowiaduje się o "przyjacielskim" pocałunku swojej żony zaczyna świrować. J.D., mimo że z początku boi się to zrobić, w końcu decyduje się wziąć winę na siebie i uratować związek najlepszego kumpla. Dr Kelso znajduje sposób na szantażującego go ciecia, dając mu coś, co sprawia, że ludzie przestają się go bać. Elliot udowadnia doktorowi Coxowi, że nie potrafi sobie radzić z nastoletnimi pacjentkami. Tymczasem on musi zrezygnować z ważnej dla niego kolacji, aby pocieszyć Jordan.                                                                        |                            |                                             |               |                 |                               |
| |                            |                                             |               |                 |                               |
| 91 | My Faith in Humanity       | Moja wiara w człowieka                      | 423           | Ken Whittingham | David Louis Feinberg          |
| Elliot zaczyna panikować z powodu swojego panieństwa. Tego dnia spotyka bardzo przystojnego sąsiada pacjentki, Jake'a. Dr Cox daje lekarce znakomitą radę, aby zignorować faceta. Carla i Turk chodzą na terapię małżeńską, jednak on nie potrafi otworzyć się przed psychologiem. |                            |                                             |               |                 |                               |
| |                            |                                             |               |                 |                               |
| 92 | My Drive-By                | Moje jazdy                                  | 424           | Will Mackenzie  | Angela Nissel                 |
| J.D. wciąż nie znalazł sobie mieszkania. Turk twierdzi, że dr Cox ma ogromne ego. Kiedy Turk przeżywa niezwykłą historię Cox zakłada się z nim, że nie wytrzyma nie chwaląc się nią przed całym szpitalem. Cox jednak udowadnia mu, że będąc lekarzem trzeba być pewnym siebie. Elliot postanawia nie zniszczyć kolejnego związku i postanawia przystopować z Jake'm. |                            |                                             |               |                 |                               |
| |                            |                                             |               |                 |                               |
| 93 | My Changing Ways           | Moje zmieniające się drogi                  | 425           | Victor Nelli    | Bill Lawrence                 |
| J.D. wyprowadza się. Nie potrafi przyznać się do tego, że Turk uraził jego uczucia słowami, że już nigdy nie będzie tak niezwykły, jak gdy mieszkał z nim. Elliot dostaje nową pracę. Carlę denerwuje to, że gdy tylko Elliot znalazła sobie Jake'a przestało ją obchodzić jej zdanie. Jordan zaczyna pracować w szpitalu, co doprowadza doktora Coxa do szału. Kiedy zażąda od Kelso zwolnienia jej, ten robi coś zupełnie przeciwnego. Cox rozumie z czasem, że zemścił się za obrazę jego syna.                                                                               |                            |                                             |               |                 |                               |

### Seria 5
| # | Oryginalny tytuł       | Polski tytuł               | Kod produkcji | Reżyseria               | Scenariusz                    |
| --- | ---------------------- | -------------------------- | ------------- | ----------------------- | ----------------------------- |
| |                        |                            |               |                         |                               |
| 94 | My Intern's Eyes       | Oczy mojego stażysty       | 501           | Bill Lawrence           | Bill Lawrence                 |
| Po zawaleniu się sufitu w nowym mieszkaniu J.D przeprowadza się on do hotelu. Elliot idzie do nowej pracy gdzie stara się nie rzucać w oczy lecz jej to zupełnie nie wychodzi. Turk oraz Carla starają się o dziecko. J.D zostaje prowadzącym lecz jego styl nie podoba się Coxowi daje on J.D 5 kart męskości które szybko traci. Do szpitala przyjeżdżają nowi stażyści. Za namową Coxa sprzeciwiają mu się w sprawie pacjenta czekającego na przeszczep serca, z tego powodu Kelso jest wściekły. J.D. bierze za Coxa odpowiedzialność. |                        |                            |               |                         |                               |
| |                        |                            |               |                         |                               |
| 95 | My Rite of Passage     | Mój obrzęd przejścia       | 502           | Bill Lawrence           | Janae Bakken                  |
| Carla ma za złe Elliot że ta nie zaprosiła ją jeszcze do swojego nowego szpitala, dlatego Carla postanawia sama tam pójść. Elliot to się nie podoba. W międzyczasie stypendium Elliot zostaje wycofane. Jedyną osobą która dowiedziała się o tym była Carla, na życzenie Elliot musiała dochować tej tajemnicy. W szpitalu pojawia się nałogowiec który wyłudził narkotyki od Elliot, teraz próbuje tego z Jordan i udaje mu się to. Dzięki temu Jordan została zaakceptowana wśród personelu szpitala.                                    |                        |                            |               |                         |                               |
| |                        |                            |               |                         |                               |
| 96 | My Day at the Races    | Mój dzień na wyścigach     | 503           | Michael Spiller         | Eric Weinberg                 |
| Turk stara się o chirurgiczny etat. Postanawia operować pacjentkę tylko pod hipnozą. J.D wybija trzydziestka, nie jest mu z tym dobrze ponieważ nie zrobił jeszcze nic z listy "rzeczy które ma zrobić przed trzydziestką". Postanawia on wziąć udział w triatlonie. Elliot próbuje otworzyć przed sobą swojego chłopaka. Stwierdza że nie pasują do siebie i zrywa z nim. |                        |                            |               |                         |                               |
| |                        |                            |               |                         |                               |
| 97 | My Jiggly Ball         | Moja skacząca piłka        | 504           | Rick Blue               | Tim Hobert                    |
| Któryś ze starszych doktorów musi przedstawić Kelso na stowarzyszeniu lekarzy, wypada na J.D. Turk i J.D dowiadują się, że Elliot pracuje w przychodni. Kelso przez przypadek pojawia się tam. Elliot ma teraz pretekst do odzyskania pracy w szpitalu. |                        |                            |               |                         |                               |
| |                        |                            |               |                         |                               |
| 98 | My New God             | Mój nowy Bóg               | 505           | Victor Nelli            | Aseem Batra                   |
| Chrzest dziecka Coxa. Przyjeżdża jego siostra. J.D postanowił pomóc cieciowi w przeprowadzce, okazało się, że J.D został wrobiony w kradzież. |                        |                            |               |                         |                               |
| |                        |                            |               |                         |                               |
| 99 | My Missed Perception   | Moja niespostrzegawczość   | 506           | Bill Lawrence           | Kevin Biegel                  |
| |                        |                            |               |                         |                               |
| |                        |                            |               |                         |                               |
| 100 | My Way Home            | Moja droga do domu         | 507           | Zach Braff              | Neil Goldman, Garrett Donovan |
| |                        |                            |               |                         |                               |
| |                        |                            |               |                         |                               |
| 101 | My Big Bird            | Mój wielki ptak            | 508           | Rob Greenberg           | Debra Fordham                 |
| Umiera pacjent, kiedy: Elliot, Dorian, Turk i Carla zajmują się czymś innym. Kelso szuka winnych, podejrzani o niedbalstwo relacjonują przebieg wydarzeń. |                        |                            |               |                         |                               |
| |                        |                            |               |                         |                               |
| 102 | My Half-Acre           | Moje pół akra              | 509           | Linda Mendoza           | Bill Callahan                 |
| J.D. poznaje Julie, piękną, choć niezdarną dziewczynę, Elliot udziela mu rad. Cieć bierze Turka do "zespołu". Pacjentka odmawia transfuzji krwi z powodów religijnych. Cox nie chce, by wszyscy oczekiwali po nim troskliwości. |                        |                            |               |                         |                               |
| |                        |                            |               |                         |                               |
| 103 | Her Story II           | Jej historia II            | 510           | Chris Koch              | Mike Schwartz                 |
| W szpitalu pojawia się nowa młoda pielęgniarka, przy której Carla czuje się staro, sytuacji nie poprawia fakt, że dalej nie może zajść w ciążę. Elliot i Turk nie chcą by Dorian zniszczył kolejny swój związek z błahej przyczyny. |                        |                            |               |                         |                               |
| |                        |                            |               |                         |                               |
| 104 | My Buddy's Booty       | Łup mojego kumpla          | 511           | Randall Winston         | Mark Stegemann                |
| Cox kumpluje się z cieciem, ale ten olewa go w pracy. Elliot wdaje się w romans z nielubianym przez J. D. stażystą. Carla prosi Turka by załatwił u Kelso sprzęt dla kobiet do siłowni, za namową Perry'ego, Chris jednak tego nie robi. |                        |                            |               |                         |                               |
| |                        |                            |               |                         |                               |
| 105 | My Cabbage             | Moja Kapusta               | 512           | John Inwood             | Ryan A. Levin                 |
| Turk jest zły na Elliot, bo ta nie wpisała jego numeru do nowego telefonu, później gubią kartkę z ostatnią wolą zmarłego pacjenta. J. D. wyżywa się na Keithe i chce się go pozbyć, ale okazuje się, że to lubiany przez niego stażysta Kapusta jest słabym lekarzem. Cieć tresuje ptaka w szpitalu. |                        |                            |               |                         |                               |
| |                        |                            |               |                         |                               |
| 106 | My Five Stages         | Moje pięć etapów           | 513           | Jay Alaimo              | Tad Quill                     |
| Do szpitala wraca pani Wilk, jej stan jest nie do odratowania, Cox i Dorian bardzo to przeżywają. Pojawia się psycholog, który jednak bardziej ich irytuje niż pomaga. Elliot powoli angażuje się w związek z Keithem, sytuacja staje się pretekstem dla Carli i Turka do dywagacja na temat dominacji kobiet i mężczyzn. Ted chce się raz w życiu odgryźć na Kelso, cieć to wykorzystuje. |                        |                            |               |                         |                               |
| |                        |                            |               |                         |                               |
| 107 | My Own Personal Hell   | Moje własne piekło         | 514           | Adam Bernstein          | Eren Celeboglu                |
| |                        |                            |               |                         |                               |
| |                        |                            |               |                         |                               |
| 108 | My Extra Mile          | Mój dodatkowy wysiłek      | 515           | Ken Whittingham         | Mark Stegemann                |
| |                        |                            |               |                         |                               |
| |                        |                            |               |                         |                               |
| 109 | My Bright Idea         | Mój genialny pomysł        | 516           | Michael Spiller         | Janae Bakken                  |
| Carla i Turk ciągle starają się o dziecko. Carla robi sobie test jednak sądzi, że wyszedł on negatywnie. Turk spostrzega, że test po 3 minutach zrobił się pozytywny jednak mówi o tym wszystkim w szpitalu tylko nie Carli. JD podrzuca mu swój wspaniały pomysł na sposób powiedzenia Carli o tym, że jest w ciąży. Cieć cały czas czai się na JD. Carla wykonuje kolejny test i dowiaduje się, że jest w ciąży. |                        |                            |               |                         |                               |
| |                        |                            |               |                         |                               |
| |                        |                            |               |                         |                               |
| 110 | My Chopped Liver       | Moja wątroba w kawałkach   | 517           | Will Mackenzie          | Debra Fordham                 |
| |                        |                            |               |                         |                               |
| |                        |                            |               |                         |                               |
| 111 | My New Suit            | Mój nowy garnitur          | 518           | Victor Nelli            | Tim Hobert                    |
| Cox naśmiewa się z syna Kelso, przez co Bob wysyła z zemsty Perry'ego by ten pomógł Tedowi. Przyjeżdża brat Doriana, J.D. wmawia mu, że ciągle podoba się Elliot, by go nie urazić. W szpitalu po raz kolejny zjawia się otyły pacjent. Carla i Turk wybierają imię dla swojego przyszłego dziecka, lecz później tego żałują. |                        |                            |               |                         |                               |
| |                        |                            |               |                         |                               |
| 112 | His Story III          | Jego historia III          | 519           | John Inwood             | Angela Nissel                 |
| J. D. postanawia nakręcić film dla mamy o swojej pracy w szpitalu. Elliot jest ostra dla stażystów zapominając jak jej samej było ciężko na początku i jak jej Carla wtedy pomogła. Cox wmawia Turkowi, że ten nie jest czarny (a przynajmniej się tak nie zachowuje). Cieć przypadkiem bierze udział przy ratowaniu pacjenta, ale później odnosi wrażenie, że jego praca nic nie znaczy. |                        |                            |               |                         |                               |
| |                        |                            |               |                         |                               |
| 113 | My Lunch               | Mój lunch                  | 520           | John Michel             | Tad Quill                     |
| W szpitalu trzech pacjentów czeka na przeszczep. J. D. i Cox spotykają na zakupach Jill, wkrótce później ona umiera, Dorian ma w związku z tym wyrzuty sumienia, myśli że mógł temu zapobiec. Dziewczyna zostaje dawcą organów, lecz początkowy sukces szpitala (trzy transplantacje naraz) zamienia się w koszmar. Carla i Elliot podejrzewają, że Todd jest gejem. |                        |                            |               |                         |                               |
| |                        |                            |               |                         |                               |
| 114 | My Fallen Idol         | Mój upadły idol            | 521           | Joanna Kerns            | Bill Callahan                 |
| Dr. Cox obwinia się o śmierć trzech pacjentów przez co popada w depresję i przychodzi pijany do pracy. Carla ustanawia rozkład wizyt mających na celu pocieszenie go, jednak J.D. mocno wzbrania się przed odwiedzinami. W międzyczasie Turk odbywa staż na ortopedii, gdzie ma problemy "emocjonalne" ze swoim nowym szefem. |                        |                            |               |                         |                               |
| |                        |                            |               |                         |                               |
| 115 | My Déjà Vu, My Déjà Vu | Moje deja vu, moje deja vu | 522           | Linda Mendoza           | Mike Schwartz                 |
| |                        |                            |               |                         |                               |
| |                        |                            |               |                         |                               |
| 116 | My Urologist           | Mój urolog                 | 523           | Richard Alexander Wells | Neil Goldman, Garrett Donovan |
| |                        |                            |               |                         |                               |
| |                        |                            |               |                         |                               |
| 117 | My Transition          | Moja zmiana                | 524           | Bill Lawrence           | Aseem Batra, Kevin Biegel     |
| |                        |                            |               |                         |                               |

### Seria 6
| # | Oryginalny tytuł                                | Polski tytuł                                          | Kod produkcji | Reżyseria               | Scenariusz                    |
| --- | ----------------------------------------------- | ----------------------------------------------------- | ------------- | ----------------------- | ----------------------------- |
| |                                                 |                                                       |               |                         |                               |
| 118 | My Mirror Image                                 | Moje lustrzane odbicie                                | 601           | John Inwood             | Tim Hobert                    |
| J.D. ciężko znosi wiadomość, że będzie miał dziecko. Bohaterowie widzą swoich sobowtórów w pacjentach, jednak przekonują się, że nie są oni tacy sami. |                                                 |                                                       |               |                         |                               |
| |                                                 |                                                       |               |                         |                               |
| 119 | My Best Friend's Baby's Baby and My Baby's Baby | Dziecko mojego najlepszego przyjaciela i moje dziecko | 602           | Gail Mancuso            | Garrett Donovan, Neil Goldman |
| J.D. z Kim zastanawiają się czy zatrzymać dziecko. Carla zaczyna rodzić, a Turk robi z tego przedstawienie, przez co zapomina torby z jej rzeczami. Przez przypadek poród Carli zostaje wyemitowany w całym szpitalu.                                                                     |                                                 |                                                       |               |                         |                               |
| |                                                 |                                                       |               |                         |                               |
| 120 | My Coffee                                       | Moja kawa                                             | 603           | Rick Blue               | Tad Quill                     |
| |                                                 |                                                       |               |                         |                               |
| |                                                 |                                                       |               |                         |                               |
| 121 | My House                                        | Mój House                                             | 604           | John Putch              | Bill Callahan                 |
| Mąż jednej z pacjentek jest pomarańczowy. Cox stara się dowiedzieć dlaczego. |                                                 |                                                       |               |                         |                               |
| |                                                 |                                                       |               |                         |                               |
| 122 | My Friend With Money                            | Moi bogaci kumple                                     | 605           | John Michel             | Gabrielle Allan               |
| JD i Cox są zazdrośni, że Elliot zarabia więcej pieniędzy będąc prywatnym lekarzem. Carla ma depresję poporodową. |                                                 |                                                       |               |                         |                               |
| |                                                 |                                                       |               |                         |                               |
| 123 | My Musical                                      | Mój musical                                           | 606           | Will Mackenzie          | Debra Fordham                 |
| Do szpitala trafia pacjentka, która cały czas słyszy jedynie śpiewy. Elliot nie wie jak powiedzieć J.D., że już nie chce być jego współlokatorką. Carla, po urodzeniu Izzy, chce wrócić do pracy.                                                                                         |                                                 |                                                       |               |                         |                               |
| |                                                 |                                                       |               |                         |                               |
| 124 | His Story IV                                    | Jego historia IV                                      | 607           | Linda Mendoza           | Mike Schwartz                 |
| Odcinek z perspektywy dra Kelso. Pobyt Briana wywołuje polityczną debatę między pracownikami szpitala, którzy dzielą się na dwie grupy. Dr Kelso zastanawia się, co to znaczy być dobrym przywódcą.                                                                                       |                                                 |                                                       |               |                         |                               |
| |                                                 |                                                       |               |                         |                               |
| 125 | My Road to Nowhere                              | Moja droga donikąd                                    | 608           | Mark Stegemann          | Mark Stegemann                |
| JD jedzie do Kim na jej pierwsze USG. Jordan i Cox kłócą się, czy poznać płeć ich dziecka. |                                                 |                                                       |               |                         |                               |
| |                                                 |                                                       |               |                         |                               |
| 126 | My Perspective                                  | Moja perspektywa                                      | 609           | John Putch              | Angela Nissel                 |
| |                                                 |                                                       |               |                         |                               |
| |                                                 |                                                       |               |                         |                               |
| 127 | My Therapeutic Month                            | Mój leczniczy miesiąc                                 | 610           | Ken Whittingham         | Aseem Batra                   |
| Pacjent postanawia, że do końca miesiąca będzie umiał się podpisać. Turk musi ponownie zostać rezydentem przez złamaną rękę. Dowiaduje się, że wie o medycynie mniej, niż myślał. Elliot proponuje Keithowi, żeby się do niej wprowadził.                                                 |                                                 |                                                       |               |                         |                               |
| |                                                 |                                                       |               |                         |                               |
| 128 | My Night to Remember                            | Moja noc wspomnień                                    | 615           | Richard Davis           | Debra Fordham                 |
| Bohaterowie wspominają 6 lat pracy w szpitalu Świętego Serca. |                                                 |                                                       |               |                         |                               |
| |                                                 |                                                       |               |                         |                               |
| 129 | My Fishbowl                                     | Moje akwarium                                         | 611           | Chris Koch              | Kevin Biegel                  |
| Szeregowy Brian ma zostać wypuszczony ze szpitala, ale zostaje znaleziony nieprzytomny. Lekarze próbują przekonać go, by przyznał się do próby samobójczej, co zmusza ich do bycia szczerymi ze sobą nawzajem.                                                                            |                                                 |                                                       |               |                         |                               |
| |                                                 |                                                       |               |                         |                               |
| 130 | My Scrubs                                       | Moje fartuchy                                         | 612           | John Putch              | Clarence Livingston           |
| Dr Kelso dowiaduje się ile pieniędzy wydaje na fartuchy z powodu licznych ich kradzieży. JD i Turk leczą koleżankę Kelso, która nie ma ubezpieczenia. |                                                 |                                                       |               |                         |                               |
| |                                                 |                                                       |               |                         |                               |
| 131 | My No Good Reason                               | Mój niezbyt dobry powód                               | 613           | Zach Braff              | Janae Bakken                  |
| Carla i Turk zatrudniają seksowną nianię. Elliot z pomocą ciecia przemyca do szpitala psa pacjentki. Dr Cox sprzecza się z Laverne na tematy religijne. |                                                 |                                                       |               |                         |                               |
| |                                                 |                                                       |               |                         |                               |
| 132 | My Long Goodbye                                 | Moje długie pożegnanie                                | 614           | Victor Nelli            | Dave Tennant                  |
| Stan Laverne się pogarsza. Carla nie może się pogodzić z tym, że Laverne może umrzeć. Później okazuje się, że ona umrze. Doktorowi Coxowi urodziła się córka lecz ten nie chce by o tym mówiono. W końcu Carla żegna się z Laverne, a ta po tym umiera.                                   |                                                 |                                                       |               |                         |                               |
| |                                                 |                                                       |               |                         |                               |
| 133 | My Words of Wisdom                              | Moje słowa mądrości                                   | 616           | Victor Nelli            | Eric Weinberg                 |
| Keith zarzuca Elliot, że nie dba o ich związek. JD leczy głuchego pacjenta i dowiaduje się, że cieć zna język migowy. |                                                 |                                                       |               |                         |                               |
| |                                                 |                                                       |               |                         |                               |
| 134 | Their Story                                     | Ich historia                                          | 617           | Richard Alexander Wells | Andy Schwartz                 |
| Odcinek z perspektywy Todda, Teda i Jordan. Turk stara się nie dopuścić by 16-latkę powiększyła biust, z uwagi na to, że sam ma córkę. Pielęgniarki z powodu braku podwyżek grożą strajkiem, sprawę stara się rozwiązać Ted. Jordan skłóca Elliot z Keithem przez co ma wyrzuty sumienia. |                                                 |                                                       |               |                         |                               |
| |                                                 |                                                       |               |                         |                               |
| 135 | My Turf War                                     | Moja wojna murawowa                                   | 618           | Bill Lawrence           | Sean Russell                  |
| J.D. pociesza Elliot z powodu wyjazdu Keitha, ale gdy pojawia się szkolna koleżanka Reid, Dorian nieco przez przypadek skłóca przyjaciółki. Turk i Cox "przerzucają" się niewygodnym pacjentem - dostawcą.                                                                                |                                                 |                                                       |               |                         |                               |
| |                                                 |                                                       |               |                         |                               |
| 136 | My Cold Shower                                  | Mój zimny prysznic                                    | 619           | John Inwood             | Janae Bakken                  |
| Elliot przyjmuje oświadczyny, ale kiedy pierścionek okazuje się za mały, postanawia je powtórzyć, tym razem planując je sama i zapraszając przyjaciół. Bohaterowie wyobrażają sobie sytuacje, gdyby dr Reid była żoną każdego z nich.                                                     |                                                 |                                                       |               |                         |                               |
| |                                                 |                                                       |               |                         |                               |
| 137 | My Conventional Wisdom                          | Moja konwencjonalna wiedza                            | 620           | Michael McDonald        | Bill Callahan                 |
| Turk, Dorian i Kelso wyjeżdżają na konferencję naukową. J.D. nie może przestać myśleć o Elliot, aż do czasu gdy na wykładzie zobaczy Kim. Pod nieobecność Boba, cieć udaje dyrektora medycznego, co najbardziej podchwytuje Ted.                                                          |                                                 |                                                       |               |                         |                               |
| |                                                 |                                                       |               |                         |                               |
| 138 | My Rabbit                                       | Mój króliczek                                         | 621           | John Putch              | Kevin Biegel, Aseem Batra     |
| Kim chce się pogodzić z J.D. i wprowadza się do niego. Dorian jest dalej zły, w czym wtóruje mu większość szpitala, sytuacja zaczyna się jednak zmieniać. Elliot kontroluje przygotowania do wieczoru panieńskiego, co denerwuje Carlę.                                                   |                                                 |                                                       |               |                         |                               |
| |                                                 |                                                       |               |                         |                               |
| 139 | My Point of No Return                           | Mój punkt bez wyjścia                                 | 622           | Linda Mendoza           | Garrett Donovan, Neil Goldman |
| Elliot ma wątpliwości przed ślubem. Perry robi wszystko, by J.D. nie był chrzestnym jego dziecka. Cieć z pomocą Teda i Todda planuje prezent ślubny. |                                                 |                                                       |               |                         |                               |

### Seria 7
| # | Oryginalny tytuł      | Polski tytuł           | Kod produkcji | Reżyseria        | Scenariusz                    |
| --- | --------------------- | ---------------------- | ------------- | ---------------- | ----------------------------- |
| |                       |                        |               |                  |                               |
| 140 | My Own Worst Enemy    | Mój najgorszy wróg     | 701           | Bill Lawrence    | Neil Goldman, Garrett Donovan |
| Elliot zrywa zaręczyny z Keithem, co ten źle znosi. J.D. postanawia nie rzucać sobie sam "kłód pod nogi". Cieć chwali się, że ma dziewczynę. Perry próbuje znaleźć przyczynę choroby pacjenta, by nie musieć go wypisać. |                       |                        |               |                  |                               |
| |                       |                        |               |                  |                               |
| 141 | My Hard Labor         | Mój ciężki poród       | 702           | Adam Bernstein   | Bill Callahan                 |
| Kim rodzi, ale zauważa, że J.D. jest z nią tylko ze względu na dziecko. Cox nie chce się kojarzyć córce z bólem. |                       |                        |               |                  |                               |
| |                       |                        |               |                  |                               |
| 142 | My Inconvenient Truth | Moja niewygodna prawda | 703           | Bill Lawrence    | Debra Fordham                 |
| Elliot zarzuca innym lekarzom hipokryzję, ale Cox zauważa, że Reid każe pacjentce przytyć, podczas gdy sama waży za mało. Przyjeżdża Dan Dorian, który niespodziewanie się usamodzielnił, dodatkowo zarzuca J.D., że ten nie potrafi wydorośleć. |                       |                        |               |                  |                               |
| |                       |                        |               |                  |                               |
| 143 | My Identity Crisis    | Mój kryzys osobowości  | 704           | Gail Mancuso     | Dave Tennant                  |
| Carla pod wpływem snu boi się, że traci swoją latynoską tożsamość. J.D. uważa się za przyjacielską osobę, ale cieć wytyka mu, że nie zna nawet nazwisk kolegów z pracy, zawierają zakład. Jordan wyjeżdża na kilka dni do matki, Perry stara się udawać, że nie tęskni.                                                                                 |                       |                        |               |                  |                               |
| |                       |                        |               |                  |                               |
| 144 | My Growing Pains      | Moje rosnące bóle      | 705           | Zach Braff       | Mike Schwartz                 |
| J.D., tym razem pod wpływem Perry'ego, postanawia wydorośleć. Nie podoba się to Turkowi, który nie ma się z kim wygłupiać. Cox wbrew woli rodziców mówi młodemu pacjentowi, że ma białaczkę, sprawa ta denerwuje Carlę. Kelso ukrywa swój wiek, bo nie chce iść na emeryturę, Elliot odkrywa że ma on 65 lat i urządza mu przyjęcie.                    |                       |                        |               |                  |                               |
| |                       |                        |               |                  |                               |
| 145 | My Number One Doctor  | Mój doktor numer jeden | 706           | Will Mackenzie   | Janae Bakken                  |
| Carla dziwi się, że cieć ma dziewczynę, okazuje się, że ukrywa on swoje dziwactwa. Turk konkuruje z Coxem, gdy Kelso wprowadza możliwość oceniania lekarzy na stronie internetowej, rywalizuje ze sobą cały szpital. Elliot zaprzyjaźnia się z nieuleczalnie chorą pacjentką, która przyznaje się chce popełnić samobójstwo zanim choroba ją pochłonie. |                       |                        |               |                  |                               |
| |                       |                        |               |                  |                               |
| 146 | My Bad Too            | Też moja wina          | 707           | Linda Mendoza    | Clarence Livingston           |
| J.D. obiecuje poparzonemu pacjentowi, że ten pójdzie na wręczanie dyplomów. Turk z okazji rocznicy, uczy się hiszpańskiego, ale nie mówi o tym Carli, bo zaczyna wyciągać z tego korzyści. Perry podbiera jedzenie Boba. |                       |                        |               |                  |                               |
| |                       |                        |               |                  |                               |
| 147 | My Manhood            | Moja męskość           | 708           | Michael McDonald | Angela Nielson                |
| J.D. próbuje być wzorem męskości dla syna. Cieć tworzy szpitalną gazetę, z pomocą Teda na którego nikt nie zwraca uwagi. Cox obraża ciecia, przez co pojawia się nieprzychylny mu artykuł. Elliot dowiaduje się, że Kelso będzie musiał odejść z pracy.                                                                                                 |                       |                        |               |                  |                               |
| |                       |                        |               |                  |                               |
| 148 | My Dumb Luck          | Moje głupie szczęście  | 710           | Rick Blue        | Aseem Batra                   |
| Carla i Elliot zbierają personel by oprotestować zwolnienie Kelso. Bob wspomina z przypadkowym stażystą lata spędzone w szpitalu. Do Coxa przychodzi pacjent, którego od dwóch lat nie potrafi zdiagnozować, J.D. przez przypadek rozwiązuje problem.                                                                                                   |                       |                        |               |                  |                               |
| |                       |                        |               |                  |                               |
| 149 | My Waste of Time      | Moja strata czasu      | 711           | Chris Koch       | Andy Schwartz                 |
| Cox pełni obowiązki tymczasowego dyrektora. Cieć stwierdza, że odejście Kelso może spowodować zmianę podejścia Teda, u prawnika zachodzi nieoczekiwana przemiana. J.D. i Elliot odbudowują swoją przyjaźń. |                       |                        |               |                  |                               |
| |                       |                        |               |                  |                               |
| 150 | My Princess           | Moja księżniczka       | 709           | Zach Braff       | Mark Stegemann                |
| Odcinek w pierwotnym planie miał być wyemitowany jako dziewiąty odcinek siódmego sezonu. W kilku scenach głównego wątku, jak i średniowiecznej bajce opowiadanej przez dr Coxa pojawia się dr Kelso, który zrezygnował z funkcji szefa medycznego w odcinku "My Dumb Luck". Jest to również ostatni odcinek wyemitowany w telewizji NBC.                |                       |                        |               |                  |                               |

### Seria 8
| # | Oryginalny tytuł        | Polski tytuł                | Kod produkcji | Reżyseria        | Scenariusz                         |
| --- | ----------------------- | --------------------------- | ------------- | ---------------- | ---------------------------------- |
| |                         |                             |               |                  |                                    |
| 151 | My Jerks                | Moi palanci                 | 802           | Michael Spiller  | Angela Nissel                      |
| Nowym dyrektorem szpitala zostaje dr Taylor Maddox, dr Cox próbuje ją unikać. J.D. dostaje nową grupę stażystów, których uważa za beznadziejnych. Carla uświadamia Elliot, że myśli tylko o sobie i nie przeprosiła Keitha za odwołanie ich ślubu. Dr Maddox zwalnia ciecia za znęcanie się nad J.D. |                         |                             |               |                  |                                    |
| |                         |                             |               |                  |                                    |
| 152 | My Last Words           | Moje ostatnie słowa         | 803           | Bill Lawrence    | Aseem Batra                        |
| J.D. i Turk rezygnują z planu wspólnej kolacji, żeby zostać ze śmiertelnie chorym pacjentem i pomóc mu spokojnie odejść. |                         |                             |               |                  |                                    |
| |                         |                             |               |                  |                                    |
| 153 | My Saving Grace         | Moja ostatnia deska ratunku | 804           | Michael Spiller  | Janae Bakken                       |
| Dr Cox prosi Kelso o pomoc w wyrzuceniu dr Maddox ze szpitala. Carla próbuje nauczyć egocentryczną stażystkę czegoś o życiu w szpitalu. |                         |                             |               |                  |                                    |
| |                         |                             |               |                  |                                    |
| 154 | My Happy Place          | Mój raj                     | 805           | Ken Whittingham  | Taii K. Austin                     |
| J.D. i Elliot rozważają nad ich nieudanym związkiem i postanawiają spróbować jeszcze raz. Dr Cox, Todd i Turk współpracują razem, żeby przeszczepić dwóm pacjentom nerki. Cieć zostaje znowu przyjęty do pracy. |                         |                             |               |                  |                                    |
| |                         |                             |               |                  |                                    |
| 155 | My ABC's                | Moje ABC                    | 801           | Bill Lawrence    | Bill Lawrence                      |
| J.D., Elliot i dr Cox wybierają stażystów nad którymi będą pracować. J.D. wybiera Denise, która nie potrafi współczuć pacjentom. Elliot przypada Katie, a doktorowi Coxowi Ed, który jest leniwy i pewny siebie. Odcinek z udziałem Muppetów. |                         |                             |               |                  |                                    |
| |                         |                             |               |                  |                                    |
| 156 | My Cookie Pants         | Moje spodnie do ciastek     | 806           | Gail Mancuso     | Clarence Livingston                |
| Elliot prosi Turka o miłosną radę związaną z J.D., który jest zajęty pomocą Denise we współczuwaniu pacjentom. Bob Kelso proponuje doktora Coxa na stanowisko dyrektora szpitala. |                         |                             |               |                  |                                    |
| |                         |                             |               |                  |                                    |
| 157 | My New Role             | Moja nowa rola              | 807           | Will Mackenzie   | Dave Tennant                       |
| Dr Cox jest przytłoczony nową rolą dyrektora i prosi Kelso o pomoc. |                         |                             |               |                  |                                    |
| |                         |                             |               |                  |                                    |
| 158 | My Lawyer's In Love     | Mój prawnik jest zakochany  | 808           | Mark Stegemann   | Debra Fordham                      |
| Ted zakochuje się w dziewczynie, która śpiewa chorym dzieciom na pediatrii (Stephanie Gooch), ale nie potrafi wyjść z inicjatywą. Pomagają mu J.D. i cieć. Dr Cox jest przytłoczony pracą biurową i nie ma czasu na opiekowanie się pacjentami i synem. |                         |                             |               |                  |                                    |
| |                         |                             |               |                  |                                    |
| 159 | My Absence              | Moja nieobecność            | 809           | John Putch       | Debra Fordham, Andy Schwartz       |
| Elliot czuje się samotnie, że jest w pracy, a J.D. ma wolne. Carla mówi Turkowi, że jest znowu w ciąży. Turk nie może znieść, że nikt mu nie gratuluje jak przy pierwszym dziecku. |                         |                             |               |                  |                                    |
| |                         |                             |               |                  |                                    |
| 160 | My Comedy Show          | Mój kabaret                 | 810           | Ted Wass         | Devin O. Mahoney, C. Rego Marquiis |
| Turk i J.D. pomagają stażystom przygotować coroczne przedstawienie, które wyśmiewa starszych lekarzy. Pokaz kończy się skeczem o Turku i J.D. przedstawiający miłosną parę. Zauważają, że cały szpital tak o nich myśli i dochodzą do wniosku, że powinni przestać pokazywać swoje uczucia w szpitalu. Elliot próbuje przekonać Denise, że powinna od czasu do czasu wyluzować i pójść do pubu z innymi stażystami. Cieć szantażuje Carlę. Ona przekonuje go, że całe to wydarzenie sobie wymyślił. |                         |                             |               |                  |                                    |
| |                         |                             |               |                  |                                    |
| 161 | My Nah Nah Nah          | Moje na na na               | 811           | John Putch       | Kevin Biegel                       |
| Turk po obejrzeniu "SportCenter" wpada na pomysł, aby zastosować sparaliżowanemu pacjentowi kontrowersyjną terapię. Jordan jest wściekła na Perry'ego, że nosi ślubną obrączkę. Paniusia nie chce trzymać ciecia za rękę, ten się niepokoi. |                         |                             |               |                  |                                    |
| |                         |                             |               |                  |                                    |
| 162 | Their Story II          | Ich historia II             | 812           | Michael McDonald | Andy Schwartz                      |
| Narracja z perspektywy nowych stażystów. J.D. przyjmuje nową rolę osoby walczącej z doktorem Coxem o nowe potrzeby dla szpitala. Jego sukces nie cieszy Turka. |                         |                             |               |                  |                                    |
| |                         |                             |               |                  |                                    |
| 163 | My Full Moon            | Moja pełnia księżyca        | 813           | John Michel      | Kevin Biegel                       |
| Dyżur podczas pełni księżyca przynosi nowym stażystom nowe doświadczenia. Elliot po zdiagnozowaniu pacjentki i powiedzeniu jej, że jest chora na HIV rozważa nad tym czy w przyszłości nadal będzie lekarzem. |                         |                             |               |                  |                                    |
| |                         |                             |               |                  |                                    |
| 164 | My Soul On Fire, Part 1 | Moja dusza płonie, część 1  | 814           | Bill Lawrence    | Bill Callahan                      |
| Cieć i Paniusia rozsyłają zaproszenia na ich fikcyjny ślub na Bahama, żeby dostać darmowe prezenty. J.D. przekonuje wszystkich ze szpitala na wspólny wyjazd na wyspę. |                         |                             |               |                  |                                    |
| |                         |                             |               |                  |                                    |
| 165 | My Soul On Fire, Part 2 | Moja dusza płonie, część 2  | 815           | Bill Lawrence    | Bill Callahan                      |
| Wszystkie pary, Perry z Jordan, Turk z Carlą i J.D. z Elliot, mają swoje problemy. Cieć i Paniusia organizują dziwną, tropikalną ceremonię ślubną, która potwierdza romantyzm u innych par ze szpitala. W odcinku gościnnie występuje Bill Lawrence, twórca serialu, jako Van (sędzia pokoju). |                         |                             |               |                  |                                    |
| |                         |                             |               |                  |                                    |
| 166 | My Cuz                  | Moje ponieważ               | 816           | Linda Mendoza    | Kevin Biegel                       |
| J.D. planuje być bliżej Sama, kiedy dowiaduje się, że Kim związała się z byłym chłopakiem Elliot - Seanem. Turk prosi Carlę i innych pracowników szpitala, żeby poparli jego kandydaturę na stanowisko szefa chirurgii. |                         |                             |               |                  |                                    |
| |                         |                             |               |                  |                                    |
| 167 | My Chief Concern        | Moja największa obawa       | 817           | Zach Braff       | Neil Goldman, Garrett Donovan      |
| J.D. podejmuje nową pracę w szpitalu, gdzie pracuje Kim, ponieważ chce być bliżej swojego syna. Turk przyjmuje nową posadę szefa chirurgii. Ted i Gooch postanawiają razem zamieszkać. |                         |                             |               |                  |                                    |
| |                         |                             |               |                  |                                    |
| 168 | My Finale, Part 1       | Mój finał, część 1          | 818           | Bill Lawrence    | Bill Lawrence                      |
| J.D. opuszcza szpital Świętego Serca. Elliot uświadamia sobie, że jej związek z J.D. wszedł na wyższy poziom. |                         |                             |               |                  |                                    |
| |                         |                             |               |                  |                                    |
| 169 | My Finale, Part 2       | Mój finał, część 2          | 819           | Bill Lawrence    | Bill Lawrence                      |
| J.D. opuszcza szpital Świętego Serca. Elliot uświadamia sobie, że jej związek z J.D. wszedł na wyższy poziom. W odcinku gościnnie występuje Bill Lawrence, twórca serialu, jako dozorca ściągający z budynku napis "Goodbye JD". |                         |                             |               |                  |                                    |

### Seria 9
| # | Oryginalny tytuł        | Polski tytuł                   | Kod produkcji | Reżyseria        | Scenariusz                          |
| --- | ----------------------- | ------------------------------ | ------------- | ---------------- | ----------------------------------- |
| |                         |                                |               |                  |                                     |
| 170 | Our First Day of School | Nasz pierwszy dzień szkoły     | 901           | Michael Spiller  | Bill Lawrence                       |
| Minął rok od ostatniego dnia J.D. w szpitalu pw. Świętego Serca. Szpital został zburzony i wybudowany w nowym miejscu, koło szkoły medycznej, na której wykładają J.D., Turk, Cox, Kelso i Denise. Poznajemy nowych bohaterów - studentów medycyny - Lucy, Drew i Cola.                                                                  |                         |                                |               |                  |                                     |
| |                         |                                |               |                  |                                     |
| 171 | Our Drunk Friend        | Nasz pijany przyjaciel         | 902           | Michael McDonald | Josh Bycel & Jonathan Groff         |
| Lucy dostaje ciężką lekcję, z której uczy się, że żeby być dobrym lekarzem nie można być naiwnym. Turk i J.D. namawiają Denise, żeby wyznała swoje uczucie do Drew. Kiedy to robi zostaje odrzucona. |                         |                                |               |                  |                                     |
| |                         |                                |               |                  |                                     |
| 172 | Our Role Models         | Nasze autorytety               | 903           | Gail Mancuso     | Steven Cragg & Brian Bradley        |
| J.D. oraz Drew uczą się bycia mentorem, kiedy Dr. Cox i Lucy pokazują jak to jest być czasami nauczycielem. Z kolei Denise zaprzyjaźnia się z synem umierającej pacjentki i oferuje mu swoją pomoc. |                         |                                |               |                  |                                     |
| |                         |                                |               |                  |                                     |
| 173 | Our Histories           | Nasze historie                 | 904           | Ken Whittingham  | Corey Nickerson                     |
| Studenci uczą się "grać zespołowo". Ted po 8 latach bycia chłoptasiem do bicia Dr. Kelso, postanawia odejść na urlop. Z kolei J.D i Turk boją się spojrzeć prawdzie w oczy i próbują uniknąć starzenia się. |                         |                                |               |                  |                                     |
| |                         |                                |               |                  |                                     |
| 174 | Our Mysteries           | Nasze tajemnice                | 905           | Michael Spiller  | Steven Cragg & Brian Bradley        |
| J.D. ciągle domaga się akceptacji Dr. Coxa ponieważ zbliżał on się do ostatniego dnia nauczania w Scared Heart. Lucy szuka w sobie odwagi żeby wykonać pobranie krwi na żywym człowieku, co do tej pory nie wychodziło jej dobrze. Związek Denise oraz Drew staje się oficjalny                                                          |                         |                                |               |                  |                                     |
| |                         |                                |               |                  |                                     |
| 175 | Our New Girl-Bro        | Nasza nowa kumpela             | 906           | Michael McDonald | Kevin Etten                         |
| Turk stara znaleźć sobie nowego przyjaciela po odejściu JD, Elliot daje mu kilka dobrych wskazówek i rad co do nadmiernej pracy oraz przemęczenia Lucy. Dr Cox mści się na Cole i oświadcza mu, że może zająć ostatnią pozycje w rankingu studentów co jest brednią.                                                                     |                         |                                |               |                  |                                     |
| |                         |                                |               |                  |                                     |
| 176 | Our White Coats         | Nasze White Coats              | 907           | John Putch       | Andy Schwartz                       |
| Odbywa się ceremonia White Coat Ceremony. Elliot pomaga Denise w sprawie ubioru, a studenci muszą odpowiedzieć na pytanie dlaczego chcą zostać lekarzami. |                         |                                |               |                  |                                     |
| |                         |                                |               |                  |                                     |
| 177 | Our Couples             | Nasze pary                     | 908           | Chris Koch       | Prentice Penny                      |
| Lucy zauważa, że w szpitalu pary chodzą ze sobą oficjalnie, jednak ona wstydzi się tego, że chodzi z Cole'em. Denise oraz Drew robią kawał ochroniarzom, kradnąc ich meleksa. Dr Turk oraz Cox przyjmują Arthura, który przez 40 lat roznosił orzeszki na stadionach - próbują go wyleczyć, jednak okazuje się, że ma śmiertelnego guza. |                         |                                |               |                  |                                     |
| |                         |                                |               |                  |                                     |
| 178 | Our Stuff Gets Real     | Nasze sprawy stają się poważne | 909           | John Putch       | Leila Strachan                      |
| Rzeczywistością staje się to, że JD razem z Elliot będą mieć dziecko. Lucy zmaga się z zajęciami z chirurgii, ponieważ ma wziąć pod skalpel Bena, jej pierwszego pacjenta, który był miły wobec jej. |                         |                                |               |                  |                                     |
| |                         |                                |               |                  |                                     |
| 179 | Our True Lies           | Nasze prawdziwe kłamstwa       | 910           | Michael Spiller  | Lon Zimmet & Dan Rubin              |
| Sumienie dręczy gdy uczeń ściąga podczas testu egzaminacyjnego, w tym wypadku Lucy. Tymczasem Drew wyznaje miłość Denise, co nie jest dobrym posunięciem. |                         |                                |               |                  |                                     |
| |                         |                                |               |                  |                                     |
| 180 | Our Dear Leaders        | Nasi drodzy liderzy            | 911           | Peter Lauer      | Corey Nickerson & Kevin Etten       |
| Dr. Cox zamierza zrobić studentom kilka poważnych sprawdzianów, które poważnie ich zagrażają psychice. Drew ma dość ciągłego odpowiadania na pytania i za namową Dr. Coxa postanawia odejść z grupy, jego miejsce zajmuje Lucy. Do szpitala przybywa Dr. Russell Vaughn, który imponuje wszystkim w szpitalu, Turk jest zazdrosny.       |                         |                                |               |                  |                                     |
| |                         |                                |               |                  |                                     |
| 181 | Our Driving Issues      | Nasze prawo jazdy              | 912           | Eren Celeboglu   | Alessia Costantini & Prentice Penny |
| U Cole'a wykryto raka skóry. Cox i Denise prowadzą między sobą wojnę o studentów, a z kolei Kelso się starzeje i potrzebuje lewych papierów na uzyskanie możliwość do prowadzenia samochodu. |                         |                                |               |                  |                                     |
| |                         |                                |               |                  |                                     |
| 182 | Our Thanks              | Nasze podziękowania            | 913           | Rick Blue        | Sean Russell                        |
| Studenci szykują się do uczczenia ciał, na których się uczyli. Turk szuka sobie studenta na wzór Drew, z kolei ten i Denise przechodzą mały kryzys. |                         |                                |               |                  |                                     |